# Dodge Charger (LX)
El Dodge Charger (LX/LD) es un automóvil ejecutivo producido por el fabricante estadounidense Dodge, división del Grupo Stellantis, desde 2005 hasta diciembre de 2023. Es la continuación de la plataforma B-body de la primera generación, con motor delantero montado longitudinalmente y de tracción trasera.

## Nomenclatura
El nombre Charger fue tomado de un clásico deportivo que Chrysler produjo bajo la división Dodge durante los años 1960 y 1970. Fue reintroducido en 2005 para utilizarlo en la plataforma LX. En esencia, los interiores son casi idénticos a los del Dodge Magnum.

## Sexta generación LX

### Antecedentes
En febrero de 2005, se introdujo la nueva plataforma LX de tamaño grande del Chrysler 300C y del ahora descontinuado Magnum, tomando componentes también del Mercedes-Benz Clase E, para ser lanzado como modelo 2006 y reemplazando así a la antigua plataforma LH que era impulsada por motores V6. Chrysler empezó por descontinuar los modelos Concorde, 300M y LHS, para reemplazarlos con el nuevo Chrysler 300. La versión de esa plataforma fue el Intrepid que, al igual que el resto de la gama LH, fue descontinuado en 2004.
En 2005, se inició la producción del Magnum, que era el reemplazo para el Charger de 1978, descontinuado en 1979. El nombre Magnum fue revivido en una guayín de tamaño grande como reemplazo para el Intrepid y, a finales del mismo año, fue producido el nuevo Charger de sexta generación.

### Diseño
En 1999, Dodge presentó un concepto llamado Charger R/T, que contaba con muchos aditamentos propios como algunos que evocaban al Dodge Viper, pero la mayor parte del vehículo estaba inspirado en los Charger de 1968-1970, la generación más famosa y más atractiva en cuanto a diseño exterior.
Este nuevo modelo ha cambiado a una configuración sedán de cuatro puertas, aunque muy integradas en la carrocería, por lo que no se distinguían fácilmente. Contaba con la clásica forma de "botella de Coca-Cola", pero con curvas más pronunciadas. Aunque el modelo fue muy aceptado por los críticos en general, nunca vio la producción, ya que el motor, suspensión, transmisión y el sistema de frenos eran únicos del modelo y demasiado avanzados, lo que propiciaría que su precio fuera demasiado elevado.
Para 2005, se presentaba el nuevo Charger LX en el Salón del Automóvil de Detroit, que no se parecía en nada a los viejos Charger ni al concepto de 1999. Tenía un frente agresivo que, según los críticos, recordaba más al Dodge Coronet de 1970 que al Charger, con una parrilla que presentaba una forma abultada del capó y que le dio una línea muy definida, mientras que el parabrisas delantero fue inclinado en las esquinas, lo que rememoraba a los Charger de segunda generación. Las puertas delanteras eran parecidas a las del 300, pero ligeramente más cuadradas y grandes, mientras que las puertas traseras caían suavemente en una curva y terminan en una ligera punta, también recordando las ventanas triangulares del Charger clásico. Hacia la parte trasera, se iniciaba una curva también inspirada en el Charger clásico, que comenzaba en la parte final de la puerta trasera y terminaba hasta la parte trasera del coche. El panel trasero no se parecía en nada a ningún otro Charger y mucha gente coincidía en que las luces traseras se parecían a las del 300M. Las luces traseras eran cuadradas y grandes, lo cual le da una apariencia deportiva a su parte trasera.
En general, había sido bien aceptado por la comunidad por su figura grande y robusta, con lo que le daba una ventaja sobre el Chevrolet Impala y el Ford Crown Victoria, compitiendo más en cuanto a diseño con el Pontiac Grand Prix. Aunque ha sido bien recibido por la mayoría del público, también ha sido criticado por los fanáticos más puristas que señalan que debería ser más “retro” para que recordara más a las generaciones más exitosas del Charger.

### Charger SE y SXT
El modelo básico SE, usaba el mismo motor V6 que su antecesor el Intrepid: el Chrysler EER de 2736 cm³ (2,7 L; 167 plg³) con 190 HP (142 kW) y un par motor máximo de 190 lb·pie (258 N·m). A este le seguía el SXT con los paquetes G, H, N, P y R, equipados con el V6 Chrysler EGJ de 3.5L de 250 HP (186 kW) y un par máximo de 250 lb·pie (339 N·m).

### Charger R/T y Daytona R/T
Con el regreso del Charger, también regresaron los modelos de alto desempeño. El R/T estaba equipado con el nuevo motor V8 Hemi Chrysler EZB de 5654 cm³ (5,7 L; 345 plg³) con 340 HP (345 CV; 254 kW) y 390 lb·pie (529 N·m) de par máximo, el cual no tenía ninguna línea deportiva, solamente un spoiler trasero y el logotipo R/T en la parrilla y el panel trasero; a este le seguía el Charger R/T preparado por Road/Track Performance Group con el mismo Hemi EZB, pero potenciado a 350 HP (355 CV; 261 kW) y los mismos 390 lb·pie (529 N·m) de par máximo.
También regresó el Charger Daytona llamado "Charger Daytona R/T", del que solamente se produjeron de 2006 a 2009. Tenía la parrilla delantera pintada en negro, al igual que el panel trasero y el spoiler, con parte del capó pintado en negro con el logotipo "Hemi" a la derecha e izquierda y además, en la curva de la parte trasera tenía una franja delgada con la leyenda “Daytona” en el medio, el cual estaba equipado con el mismo Hemi EZB que equipaba el Charger R/T Road/Track Performance Group, pero potenciado a 375 HP (380 CV; 280 kW).
Tenía los colores de alto impacto que habían existido en los años 1970, tales como el Go ManGo!, el ToRed y el Top Banana durante 2006, mientras que para 2007 los colores ofrecidos eran el Sublime y el Plum Crazy y para 2008, estaba disponible únicamente con el Hemi Orange. En 2009 recibió un nuevo árbol de levas, incrementando su potencia de 375 a 398 HP (380 a 404 CV) (280 a 297 kW), solamente disponible en color Stone White (blanco).
En 2009 y 2010, el Hemi EZB fue reemplazado por el Hemi EZD de 5654 cm³ (5,7 L; 345 plg³), el cual producía 368 HP (373 CV; 274 kW) y un par máximo de 365 lb·pie (495 N·m), estando disponible solamente con las versiones R/T y R/T Road/Track Performance Group.

### Charger SRT-8 y Super Bee
Street and Racing Technology (SRT), la división de alto desempeño de Chrysler, creó una versión SRT-8 del Charger. Previamente, SRT había creado el compacto Dodge Neon SRT-4 entre 2003 y 2004, además del Viper SRT-10 y el Chrysler Crossfire SRT-6.
Unos meses después de su presentación, llegó la versión SRT-8 y de repente era 1970 otra vez, solamente que con más puertas, mientras que Los Daytona y Super Bee de 2006 cerraron el círculo, incluso regresó a NASCAR. Entró en producción en 2006 usando el V8 Hemi ESF de 6059 cm³ (6,1 L; 369,7 plg³) con 425 HP (431 CV; 317 kW) y un par máximo de 420 lb·pie (569 N·m), acoplado a una transmisión automática de cinco velocidades W5A580, frenos Brembo con ABS, llantas SRT de 20 pulgadas (50,8 cm) y tracción en las cuatro ruedas, además del frontal y faldones deportivos y un capó con una toma de aire al centro.
Una variante del Charger SRT-8 fue introducida en 2006 como modelo 2007, llamada Charger Super Bee SRT-8, que tenía el panel trasero pintado en negro y las líneas que el Daytona llevaba en los costados, pero en el Super Bee se extendían hacia abajo, similar a las líneas del Hemi 'Cuda. En el centro de estaba una línea con el logo "Super Bee" y más hacia abajo continuaba con cinco líneas delgadas. Tanto el Charger SRT-8 como el Charger SRT-8 Super Bee, podían acelerar de 0 a 100 km/h (62 mph) en 4,9 segundos, superando a sus competidores el Mercury Marauder y el Impala SS.
Se puso el interruptor del control de tracción al alcance del movimiento de los dedos en la palanca de cambios. Puede acelerar de 0 a 60 mph (97 km/h) en 4,8 segundos, al 1/4 de milla (402 m) en 13,2 segundos a 109 mph (175 km/h) y alcanzar una velocidad máxima de 173 mph (278 km/h), ignorando la cifra oficial de Chrysler de 165 mph (266 km/h), siendo más rápido que su "hermano" Chrysler 300C. El aumento de potencia de 85 HP (63,4 kW) es gracias a los incrementos de la cilindrada de 5654 a 6059 cm³ (5,7 a 6,1 L) (345 a 369,7 plg³) y a una mayor relación de compresión de 10,3:1 en los pistones. Estaba equipado con neumáticos de medidas 255/45 en llantas de aleación forjadas y pulidas de 20 pulgadas (50,8 cm) y unos enormes frenos delanteros Brembo de 14,1 pulgadas (35,8 cm) con rotores y pinzas (cálipers) de cuatro pistones.

### Charger DUB Edition

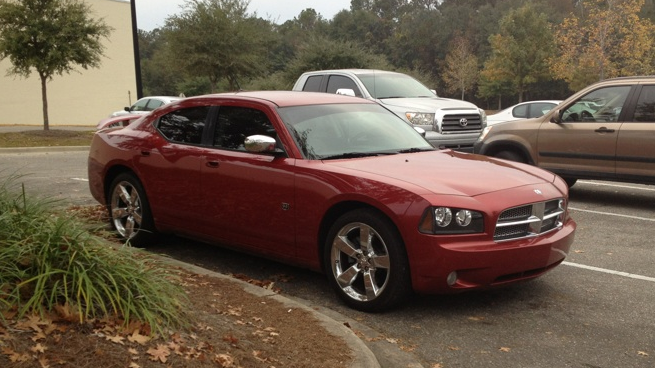
Charger DUB Edition de 2008.

En colaboración con la revista DUB, se desarrolló a partir del Dodge Charger SXT una versión llamada Charger DUB Edition, que fue presentada en el Salón del automóvil de Atlanta en abril de 2008, la cual estaba limitada a 2180 unidades para el mercado estadounidense.
Estaba equipado con un V6 de 3518 cm³ (3,5 L; 214,7 plg³) que producía 250 HP (253 CV; 186 kW) y acoplado a una transmisión automática de cinco velocidades con Auto Stick. Todos los modelos DUB edition presentan suspensión ajustada para un mejor desempeño, además de control de estabilidad (ESP) con ABS y asistencia de frenado. La producción iniciaría en el mes de mayo de 2008 en la planta de ensamblaje de Brampton (Ontario), Canadá.
Detalles en cromo complementan el estilo intrépido del exterior, incluyendo las tapas de los espejos por primera vez en un Dodge, así como la parrilla en forma de panal de abejas de Mopar cromada. También presenta faros antiniebla y el spoiler pintado del mismo color de la carrocería. Está equipado con llantas de aluminio de 20 pulgadas (50,8 cm) y neumáticos de alto desempeño para todos los climas de medidas 245/45 R20. Estaba disponible en colores Inferno Red (rojo), Brilliant Black (negro brillante), Bright Silver (plateado), Cool Vanilla (amarillo) y Dark Titanium (gris).
En el interior de color gris oscuro, presentaba asientos tapizados en cuero y grabados con el emblema DUB. Las alfombrillas premium también estaban grabadas con el logotipo DUB y contaba con el volante y el pomo de la palanca de cambios también forrados en cuero. Además, se ofrecía con un sistema de infoentretenimiento multimedia MyGIG, incluyendo radio de última tecnología con 13 altavoces KICKER de sonido envolvente con un amplificador de 322 vatios (0,4 CV), que le proporciona de una excelente calidad de sonido, además de un subwoofer también KICKER de 200 vatios (0,3 CV).

### Motorizaciones

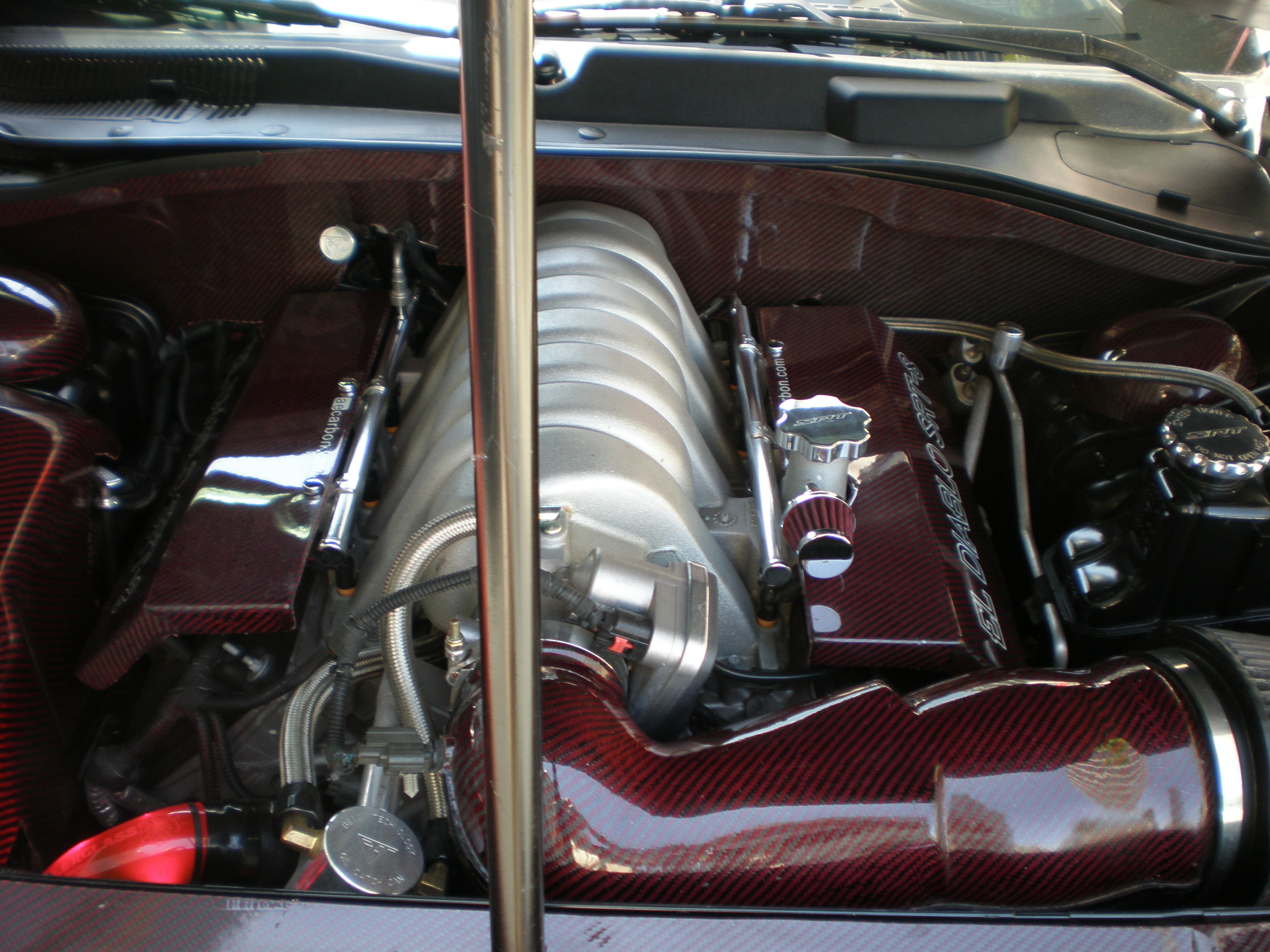
Motor modificado de un Charger SRT-8 de 2006.

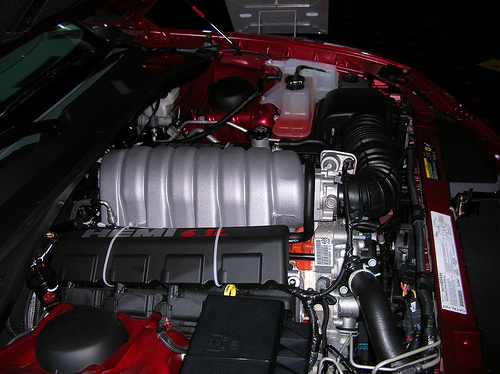
Motor Hemi de 6,1 litros.

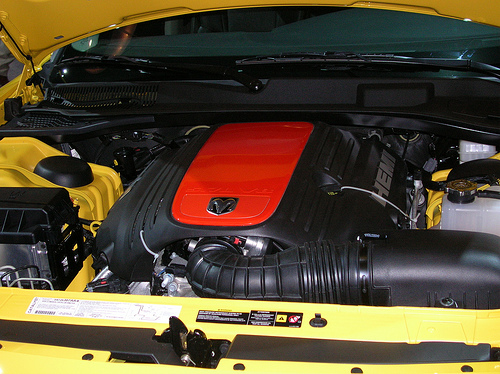
Motor Hemi de 5,7 litros.

| Variantes                 | Tipo de motor | Código de motor | Distribución               | Cilindrada                   | Diámetro x carrera               | Relación de compresión | Potencia máxima                                            | Par máximo                      |
| ------------------------- | ------------- | --------------- | -------------------------- | ---------------------------- | -------------------------------- | ---------------------- | ---------------------------------------------------------- | ------------------------------- |
| SE                        | V6            | EER (LH)        | DOHC 4 válvulas x cilindro | 2736 cm³ (2,7 L; 167 plg³)   | 86 x 78,5 mm (3,39 x 3,09 plg)   | 9,7:1                  | 178 a 190 HP (180 a 193 CV) (133 a 142 kW) @ 5500-6400 rpm | 190 lb·pie (258 N·m) @ 4000 rpm |
| SXT (paquetes G/H/N/P/R)  | V6            | EGG             | SOHC 4 válvulas x cilindro | 3518 cm³ (3,5 L; 214,7 plg³) | 96 x 81 mm (3,78 x 3,19 plg)     | 10,0:1                 | 250 HP (253 CV; 186 kW) @ 6400 rpm                         | 250 lb·pie (339 N·m) @ 3800 rpm |
| R/T                       | V8 Hemi       | EZB             | OHV 2 válvulas x cilindro  | 5654 cm³ (5,7 L; 345 plg³)   | 99,5 x 90,9 mm (3,92 x 3,58 plg) | 9,6:1                  | 340 HP (345 CV; 254 kW) @ 5000 rpm                         | 387 lb·pie (525 N·m) @ 4000 rpm |
| Daytona R/T               | V8 Hemi       | EZB             | OHV 2 válvulas x cilindro  | 5654 cm³ (5,7 L; 345 plg³)   | 99,5 x 90,9 mm (3,92 x 3,58 plg) | 9,6:1                  | 350 HP (355 CV; 261 kW) @ 5000 rpm                         | 390 lb·pie (529 N·m) @ 4000 rpm |
| R/T 2009                  | V8 Hemi       | EZB             | OHV 2 válvulas x cilindro  | 5654 cm³ (5,7 L; 345 plg³)   | 99,5 x 90,9 mm (3,92 x 3,58 plg) | 9,6:1                  | 368 HP (373 CV; 274 kW) @ 5200 rpm                         | 395 lb·pie (536 N·m) @ 4250 rpm |
| R/T con Performance Group | V8 Hemi       | EZB             | OHV 2 válvulas x cilindro  | 5654 cm³ (5,7 L; 345 plg³)   | 99,5 x 90,9 mm (3,92 x 3,58 plg) | 10,5:1                 | 372 HP (377 CV; 277 kW) @ 5200 rpm                         | 400 lb·pie (542 N·m) @ 4350 rpm |
| SRT-8                     | V8 Hemi       | ESF             | OHV 2 válvulas x cilindro  | 6059 cm³ (6,1 L; 369,7 plg³) | 103 x 90,9 mm (4,06 x 3,58 plg)  | 10,3:1                 | 425 HP (431 CV; 317 kW) @ 6000 rpm                         | 420 lb·pie (569 N·m) @ 4800 rpm |

### Relaciones de las transmisiones
| Código                        | 1.ª   | 2.ª   | 3.ª   | 4.ª  | 5.ª   | Reversa | Final |
| ----------------------------- | ----- | ----- | ----- | ---- | ----- | ------- | ----- |
| Chrysler 42RLE                | 2,84  | 1,57  | 1     | 0,69 |       | 2,21    | 3,9   |
| Daimler-Benz 5G-Tronic W5A580 | 3,588 | 2,186 | 1,405 | 1    | 0,831 | 3,167   | 3,06  |

## Séptima generación LD
La siguiente generación llegó en 2011. Aunque seguía usando la misma plataforma, el cambio en carrocería e interiores era total. Su frente era más agresivo y la parte trasera recibió una enorme calavera horizontal reminiscente de las de los modelos de 1969 y 1970. Las motorizaciones se mantuvieron prácticamente idénticas, así como las versiones R/T, SRT-8, Super Bee y Daytona, con las que seguía referenciando su pasado como muscle car.
La única adición nueva llegó con el motor de 392 plg³ (6,4 litros), la misma cilindrada de algunos de los motores Hemi de los años 1950 que fueron muy populares en la cultura del Hot rod hasta los años 1960, antes de la llegada del motor 426 plg³ (7 litros) Hemi en 1964 y que eran los motores preferidos para las categorías tope de la NHRA Championship. En el nuevo modelo, el 392 entregaba 485 HP (492 CV; 362 kW), convirtiéndose en el V8 más poderoso jamás fabricado por la compañía, con lo que se había ganado su éxito y a sus fanáticos.

### Diseño
La nueva generación LD recibió un frente mucho más agresivo y estilizado que la versión anterior y, al igual que la tercera generación, parece más grande en comparación con el anterior, a pesar de que realmente es ligeramente más pequeño, siendo mucho más retro que el anterior y estéticamente más parecido a los Charger clásicos y al concepto de 1999. Las curvas de los guardabarros delanteros son más pronunciadas, dándole un aspecto de "botella de Coca-Cola" más parecido a los de la segunda generación, que también se puede apreciar en la puerta delantera donde comienza una curva que le da forma a la mitad del coche, al igual que los modelos 1968 y 1970, pero a diferencia de estos últimos, es una línea continua, en lugar de dos hendiduras simulando tomas de aire. Este mismo diseño se puede encontrar en el capó, con una toma de aire inversa, similar a las de los modelos de segunda generación. La puerta trasera está basada en el R/T concept de 1999, pero ligeramente más robusta, mientras que en el panel trasero, las nuevas luces traseras evocan al modelo 1969 que, según muchos fanáticos puristas, es el más atractivo de todos.

### Niveles de equipamiento
La séptima generación LD inició su producción en 2011, con un paquete básico SE que siguió ofreciéndose, equipado con los V6 EEF de 2736 cm³ (2,7 L; 167 plg³) y EGJ de 3518 cm³ (3,5 L; 214,7 plg³), que fueron reemplazados con el nuevo V6 Chrysler Pentastar de 3604 cm³ (3,6 L; 219,9 plg³) con 292 HP (296 CV; 218 kW) y un par máximo de 260 lb·pie (353 N·m).
El siguiente paquete es el Rallye, que reemplaza al SXT, también equipado con el mismo V6 Pentastar. El nuevo Charger R/T es el tope de la línea equipado con el Hemi de 5654 cm³ (5,7 L; 345 plg³), con una potencia de 370 HP (375 CV; 276 kW) y un par máximo de 400 lb·pie (542 N·m). Todos están acoplados a una transmisión automática de cinco velocidades, aunque se especulaba integrar también una de ocho velocidades, probablemente disponible solamente con el SRT-8 Hemi 392.
Para 2012, Street and Racing Technology lanzaría el nuevo V8 Hemi de 392 plg³ (6,4 litros), para reemplazar al V8 Hemi ESF de 6059 cm³ (6,1 L; 369,7 plg³). En el mismo año saldría a la venta el nuevo Charger SRT Hemi 392 que tendría un frontal especial, además de faldones laterales, spoiler trasero e interiores especiales, el cual producía 470 HP (477 CV; 350 kW) y, según SRT, podía acelerar de 0 a 100 km/h (62 mph) en 4,5 segundos.

#### Interior

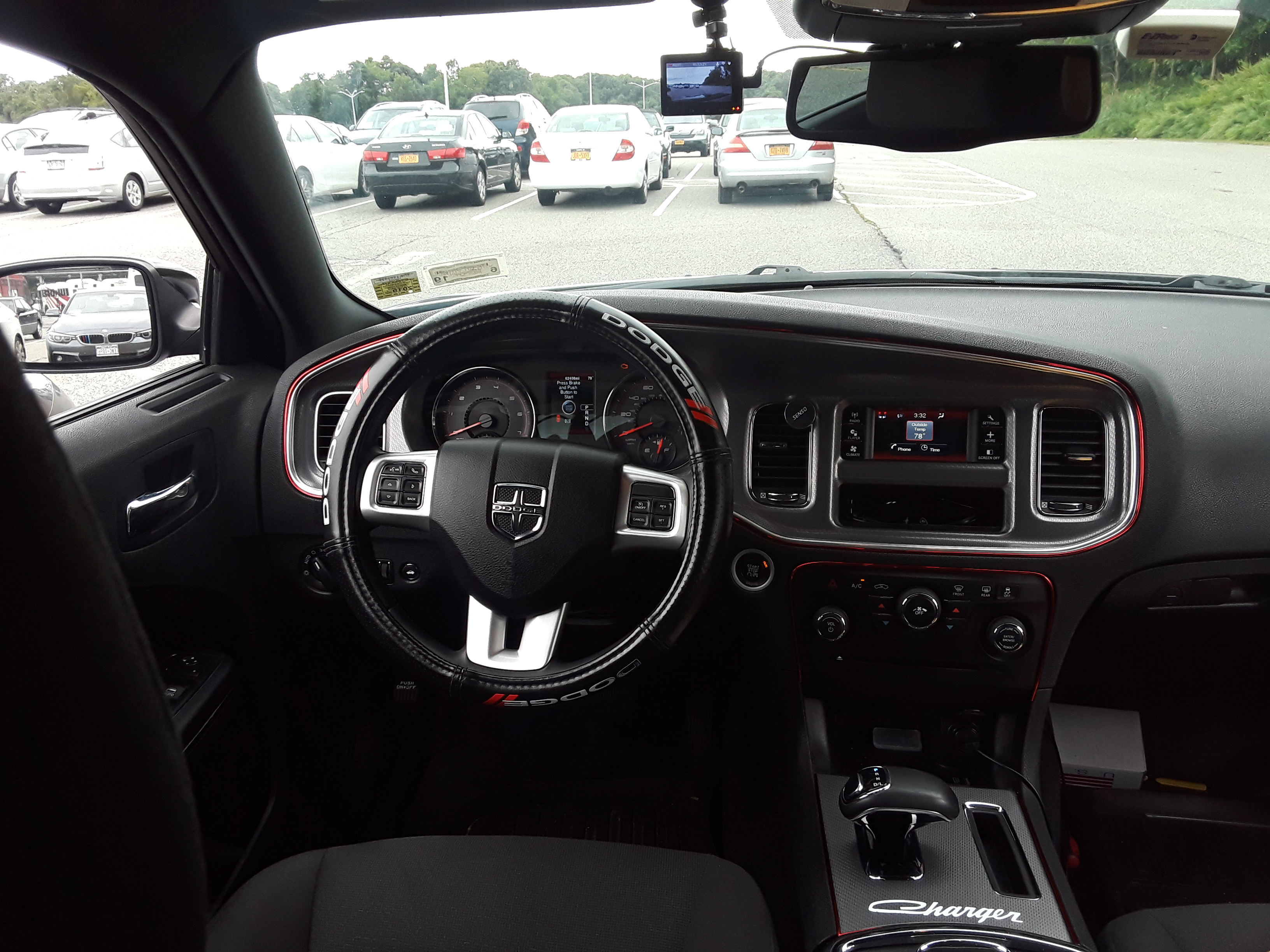
Interior de un modelo 2013.

Basándose en el nuevo diseño a partir de 2011, el ambiente interior del Charger combinaba un habitáculo de clase mundial con tecnología inspirada en las carreras. Un nuevo volante forrado en piel exclusivo, contaba con una superficie inferior plana que muestra el logo de SRT. Tenía nuevas paletas estándar de la palanca de cambios situadas a ambos lados del volante. Para el alto rendimiento, el acabado interior estaba provisto de fibra de carbono, aluminio y piezas que se integraban en el nuevo panel de instrumentos y en el marco de cambios. Los asientos delanteros tenían una singular tela perforada y reforzada de inserción de ante, manteniendo en su lugar a los pasajeros durante la conducción. El sistema de calefacción y ventilación de los asientos delanteros eran de serie. Los reposacabezas activos también eran estándar. El logo SRT estaba bordado en los respaldos y los asientos traseros también eran calefactables para comodidad de los pasajeros. Los paneles de las puertas modificados contaban con material de corte y costura reforzado con un único acento en los reposabrazos para que coincida con los asientos.
Nuevo para 2012, contaba con un sistema de audio premium de 900 vatios (1,2 CV) con sonido envolvente y 19 bocinas, firmado por Harman Kardon. La intuitiva interfaz de usuario para el sistema era controlado por el estado de la técnica Uconnect ® Touch con una pantalla táctil estándar de 8,4 pulgadas (21,3 cm). La pantalla del panel de instrumentos se podía personalizar para ver las preferencias del conductor y ampliada para incluir información instantánea sobre las mediciones de la dirección, la potencia, el par, la información del motor, junto con el tiempo de aceleración de 0 a 60 mph (97 km/h), distancia de frenado, la fuerza g y el 1/4 de milla (402 m).
Venía estándar de serie con tres modos de control electrónico de estabilidad con el segmento exclusivo de alerta de frenado y la lluvia, que contaba con apoyo de freno de seguridad, que ofrecían un mejor manejo del vehículo y el rendimiento general, tanto en la carretera y en pista.

### Charger Redline R/T concept

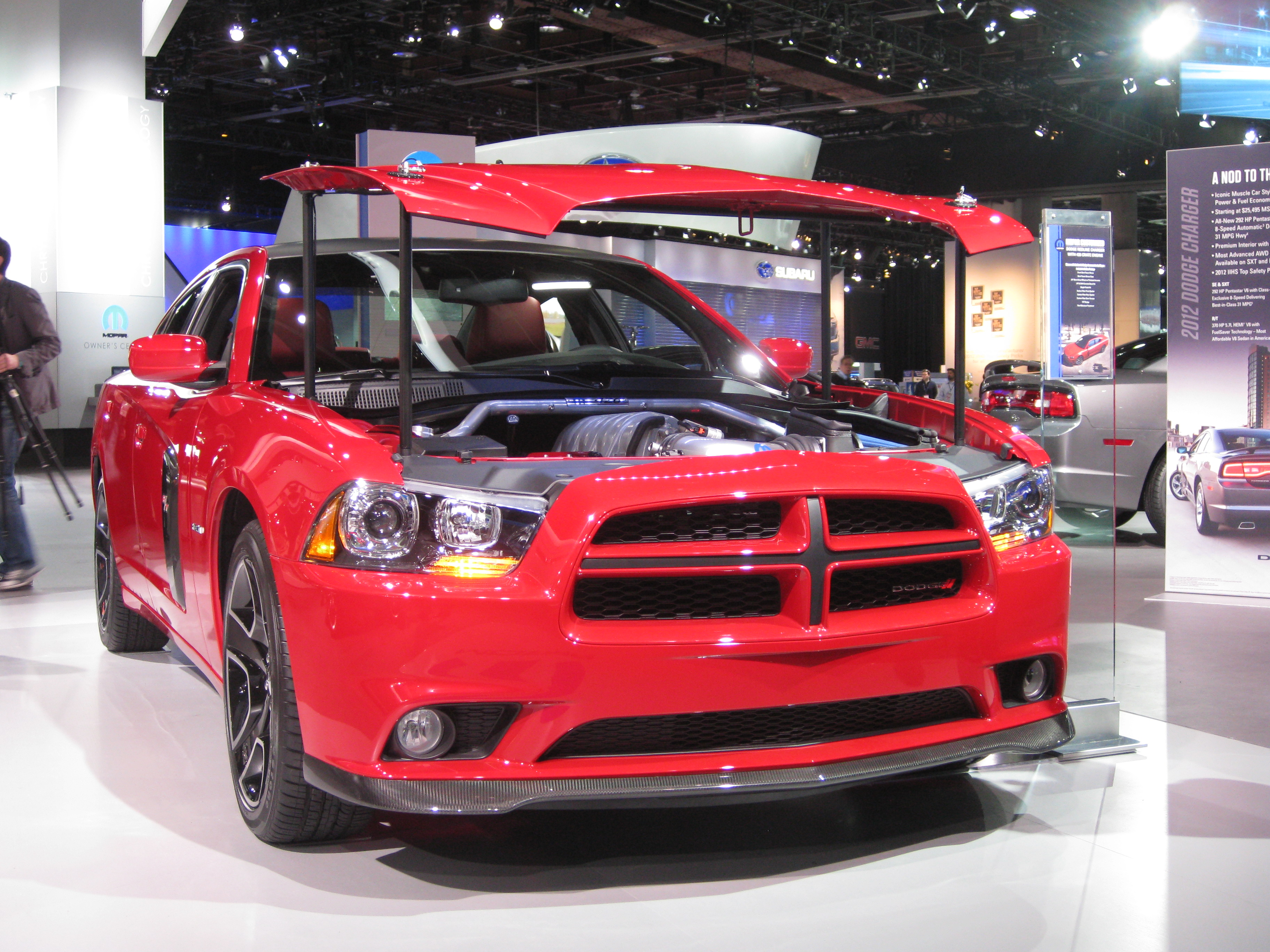
Charger Redline en el Salón del Automóvil de Detroit de 2012.

En la edición 2011 del SEMA Show, Mopar exhibió el Charger Redline R/T concept, equipado con el Hemi de 6059 cm³ (6,1 L; 369,7 plg³) y 395 HP (295 kW), acoplado a una transmisión automática de cinco velocidades con Auto Stick. Tenía interiores especiales en negro y rojo que se pueden apreciar en los asientos, con una consola central y en el panel de instrumentos.
Fue presentado en color rojo con la moldura hundida de capó en negro mate, además de que se añadió una tapa en las puertas de fibra de carbono simulando una toma de aire como las del Charger R/T de 1970, también pintadas en negro mate con el emblema R/T al centro, mientras que la parte delantera también recibió la parrilla en negro mate y con unas delgadas líneas rojas en los postes que le dan forma a la parrilla dividida en cuatro. Además, los faros antiniebla fueron pintados en ese mismo color y se le añadió un spoiler en la parte trasera de cola de pato de fibra de carbono pintado también en negro mate, parecido al del Challeger, así como también el techo y algunos segmentos de la parte trasera. Tanto los faros delanteros como las luces traseras fueron ahumados. Estaba equipado con llantas delgadas de 20 pulgadas (50,8 cm) con una delgada línea roja.
Posteriormente, también se presentó durante el Salón del Automóvil de Detroit de 2012 una nueva versión bautizada como Redline, que cuenta con un recién estrenado paquete aerodinámico dividido en dos partes y diversas mejoras en su motor, cuya potencia se ve elevada hasta unos 598 HP (606 CV; 446 kW), ahorrando además 45 kg (99 libras) respecto a la mecánica de serie. La fibra de carbono ha sido utilizada por los ingenieros de Mopar en diversas partes de la carrocería.
Además, se ofrecían dos paquetes de personalización independientes que mejoran el rendimiento. El primero de ellos afecta a la aerodinámica del coche, ya que incluye nuevos spoilers, tanto delanteros como traseros fabricados en fibra de carbono, así como diversos elementos de la carrocería en el mismo material, con el objetivo de ahorrar peso. También incluía unas nuevas llantas de aleación de 20 pulgadas (50,8 cm).
También se ofrecía un segundo paquete que le daba un toque más deportivo a las suspensiones, endureciendo tanto muelles como amortiguadores. A este cambio se unen un dispositivo de frenado de altas prestaciones firmado por el propio preparador, así como un nuevo sistema de escape.

### Charger Mopar Special Edition

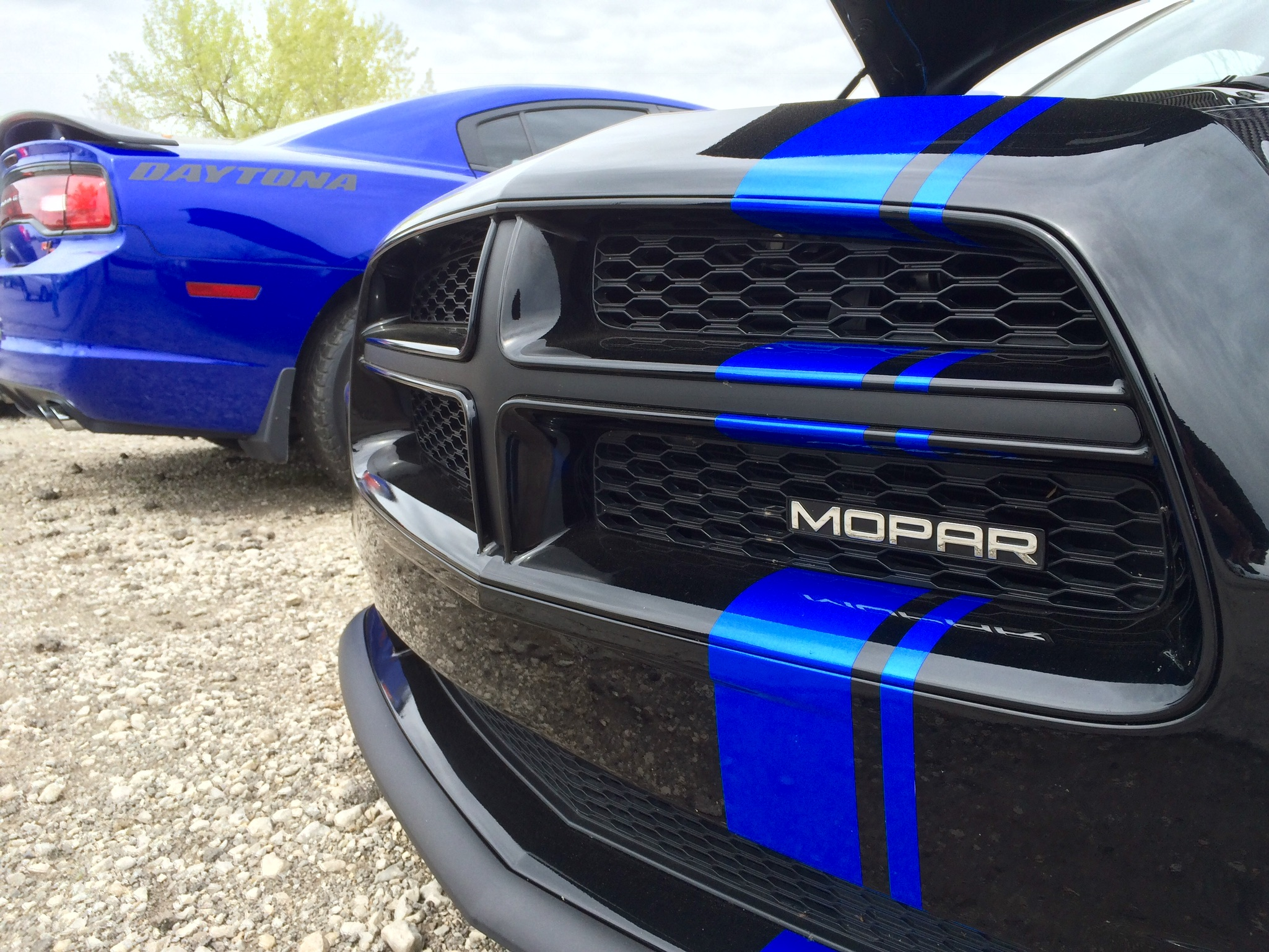
Charger Mopar '11 con las franjas azules y el emblema en la parrilla.

En el Salón del Automóvil de Nueva York de 2011, se presentó una edición especial llamada Charger Mopar '11, que sigue la misma receta usada el año anterior en el Challenger.

"After the success of our Mopar '10 Challenger, we moved on to the iconic Dodge Charger and added even more performance…" "As a new company, we will continue to leverage the heritage of the Mopar brand at every turn..."
"Después del éxito de nuestro Challenger Mopar '10, nos movimos al icónico Dodge Charger y le agregamos todavía un mejor desempeño…" "Como una nueva compañía, continuaremos levantando el prestigio de la marca Mopar en cada esquina…"
dijo el Presidente y CEO de Mopar, Pietro Gorlier.

El modelo aparentemente basado en el Charger R/T, recibió una pintura negra metálica, además de franjas de carrera asimétricas de color azul que recorren la parte baja a todo lo largo del coche. Presenta llantas de cinco rayos de 20 pulgadas (50,8 cm) de diámetro y tapas centrales Mopar. Se esperaba que el interior tuviera acabados en cuero Katzkin y costuras del mismo color que la franja azul exterior, así como emblemas Mopar bordados en los reposacabezas. También tenía una palanca de cambios con el clásico pomo Hurst T para la transmisión automática.
Si es consistente con la edición especial del Challenger, los aumentos de potencia serían relegados a una toma de aire frío del catálogo de refacciones Mopar, con lo que podría elevarse 15 HP (11,2 kW) por arriba de los 370 HP (375 CV; 276 kW) de la unidad estándar. También se esperaban mejoras en el sistema de escape. En la suspensión se incluirían barras en los amortiguadores de torre y barras estabilizadoras reforzadas.
Como se trataba de una edición especial, su producción estaba limitada a solamente 500 unidades.

### Charger SRT8

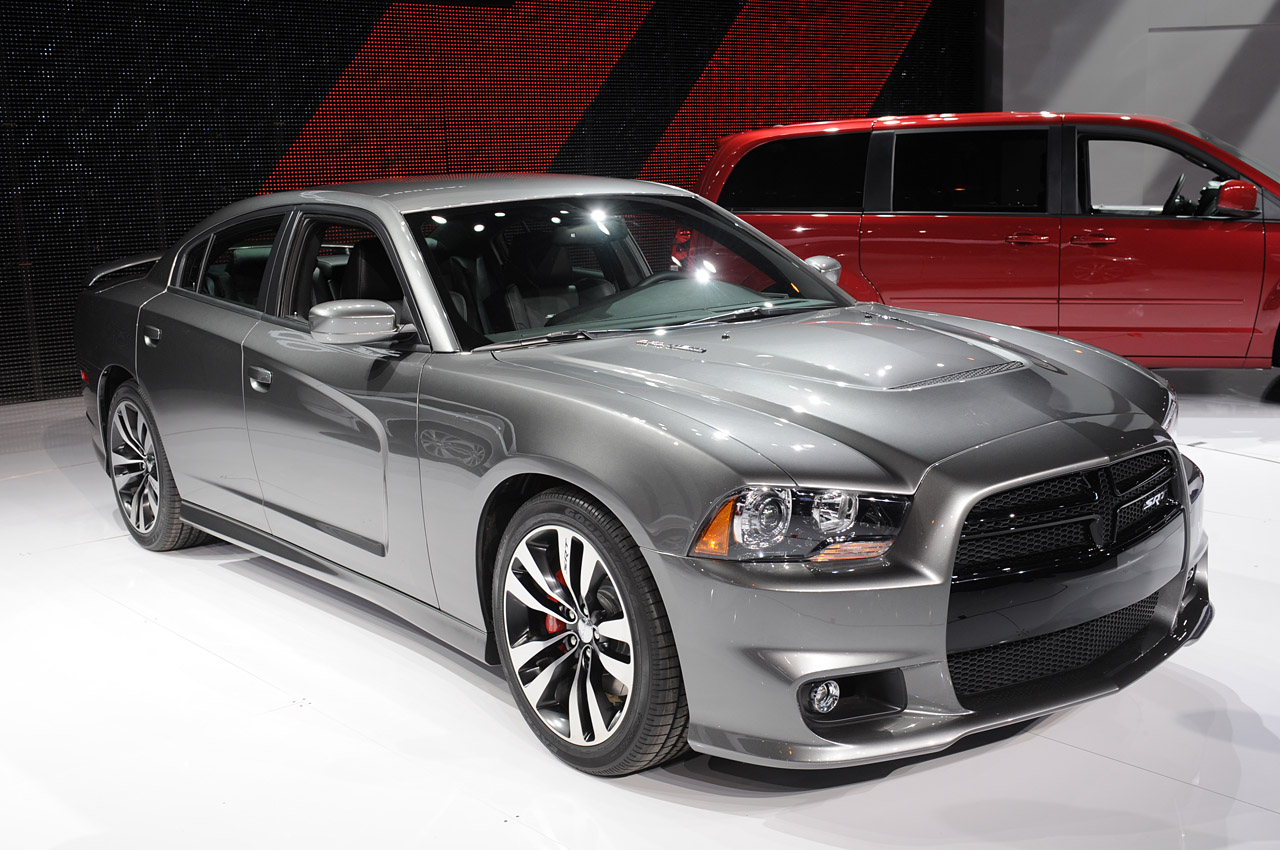
Charger SRT8 6.4, en el Salón del Automóvil de Chicago de 2011.

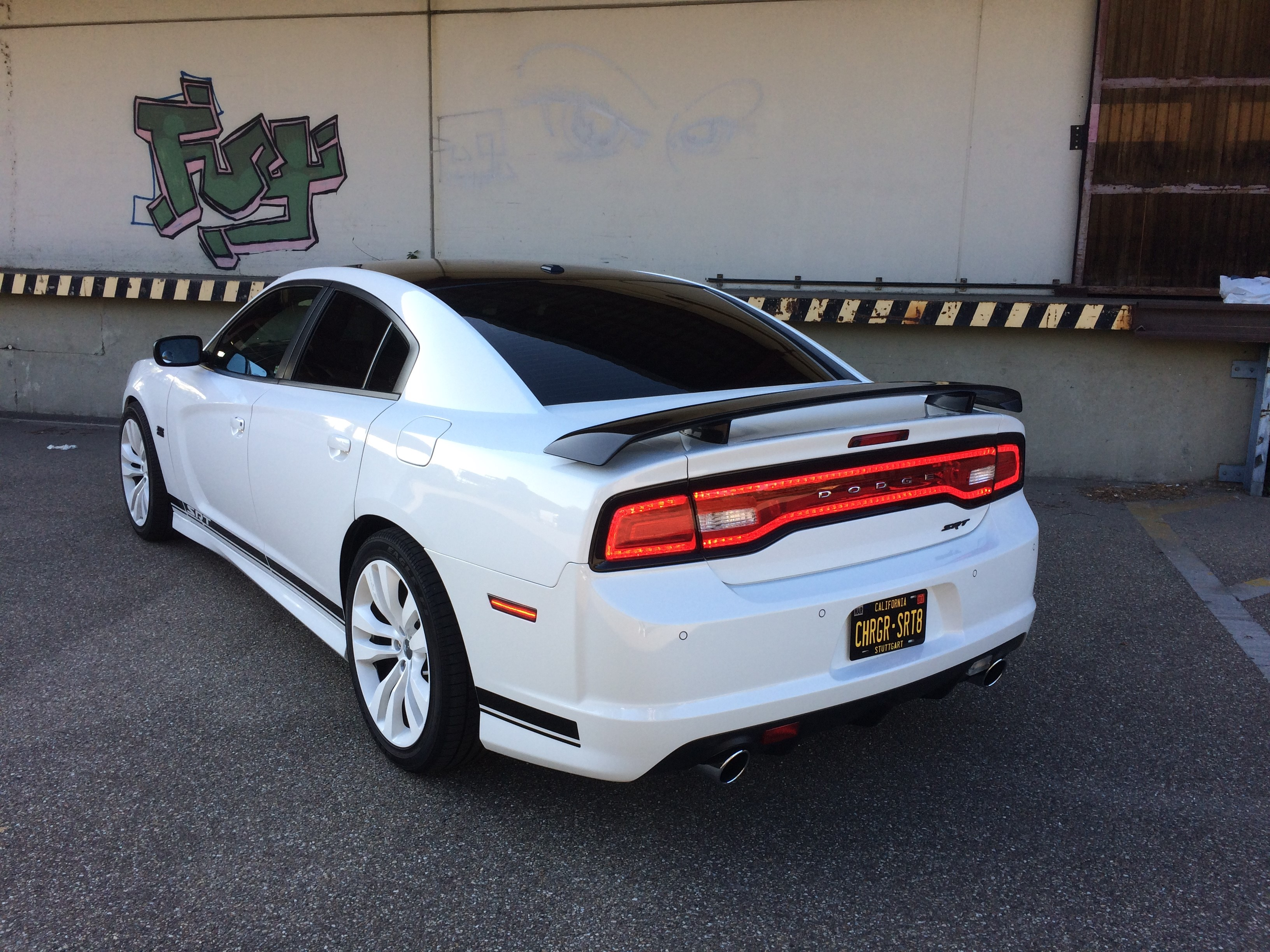
Vista trasera.

Bajo el capó del nuevo modelo 2012, el V8 Hemi ® de 392 plg³ (6,4 litros) ofrece más potencia y par que el de 6059 cm³ (6,1 L; 369,7 plg³) al que reemplaza. También ofrece mejor economía de combustible, con una potencia inicialmente de 465 HP (471 CV; 347 kW) y un par máximo de 465 lb·pie (630 N·m), incluyendo un estimado adicional de 80 lb·pie (108 N·m) de par a las 2900 rpm.
Basándose en el estándar de la tecnología de ahorro de combustible, tiene un nuevo sistema de escape para la adaptación de la válvula permite que la tecnología necesaria para participar en un rango más amplio de revoluciones, que ofrece una mejor eficiencia de combustible, o bien, utilizar el de los ocho cilindros cuando la potencia es necesario. Un colector de admisión activa y un árbol de levas de gran elevación con levas, proporciona el par máximo a bajo régimen para desde el arranque, mientras que presenta una optimización de la gama de alta potencia. Por primera vez en cualquier producto de Chrysler Group LLC SRT, se ofrece estándar con paletas de cambio de tecnología Auto Stick de serie en la palanca al piso. Ambos están acoplados a la probada transmisión automática W5A580 de cinco velocidades.
Cuenta con una suspensión de amortiguación adaptativa que utiliza una amplia gama de entradas en la carretera y el conductor, tales como la velocidad del vehículo, el ángulo de giro, velocidad de giro, el par de freno, posición del acelerador y la aceleración lateral, ajusta automáticamente la suspensión para condiciones específicas. El conductor también puede elegir de forma manual entre los ajustes "Auto" y "Sport", que cambian rápidamente la amortiguación. También se ofrecen nuevas llantas ligeras de aluminio forjado y anodizado en negro de cinco radios de 20 pulgadas (50,8 cm), con bolsillos pintados, mientras que la potencia de frenado venía a través de pinzas (cálipers) Brembo de cuatro pistones y rotores ventilados de 14,2 pulgadas (36,1 cm) al frente y 13,8 pulgadas (35,1 cm) en la parte trasera.
En el exterior, tiene un nuevo alerón trasero con un aspecto de alto rendimiento. La parrilla delantera es más redondeada y tiene forma de cruz con acabados en negro brillo y la insignia SRT. Cuenta con una placa esculpida con las letras "6.4 L" y se le ha añadido también un extractor de aire en negro para la refrigeración del motor. En la parte trasera, presenta un nuevo de diseño con 164 luces traseras led de 4 pulgadas (10,2 cm) de puntas redondas, un escape doble y una insignia SRT8 en la tapa del maletero, que recuerda el ADN Racing Technology. Un nuevo diseño de bandeja inferior de la carrocería, cuenta con conductos de freno integrados para mejorar la refrigeración y el debilitamiento del rendimiento de los frenos en las cuatro ruedas.

### Charger Super Bee

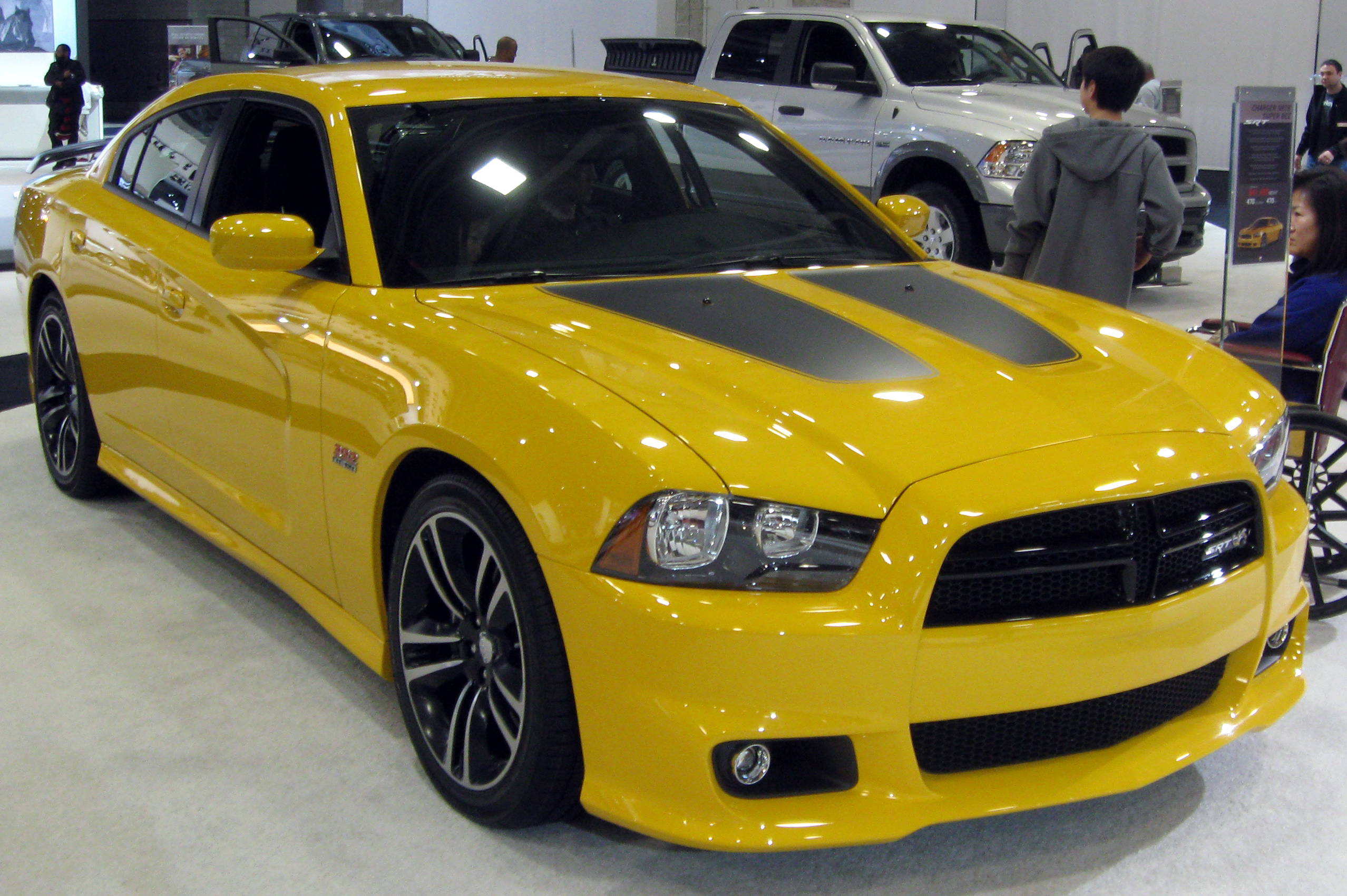
Super Bee de 2012.

En 2012, se presentó en el Salón del Automóvil de Los Ángeles el Charger SRT8 Super Bee. A pesar de que el modelo posee algunas curvas, los equipos de ingenieros también han recurrido a una parte de la historia de la marca, ofreciendo un cierto parecido al legendario Super Bee original.
Presentado con un color amarillo oscuro y negro, recuerda las tonalidades del primer Super Bee. Las curvas del SRT8 reflejan la exclusividad de la creación. La parte delantera posee un aerodinamismo muy musculoso que ofrece agresividad al coche. Las nuevas llantas de aluminio de 20 pulgadas (50,8 cm) de diámetro pintadas en negro le ofrecen un toque de elegancia. En cuanto a los neumáticos, tenía los Goodyear F1 Supercar. Además de su lado estético, las llantas lo dotan de una adherencia superior.
La novedad no se centra en su estética, sino en el corazón mismo del coche. El SRT8 y el SRT8 Super Bee presentan una motorización de 392 plg³ (6,4 litros), que desarrolla una potencia de 470 HP (477 CV; 350 kW) y permitiéndole obtener buenos resultados a nivel de la aceleración, con el 0 a 100 km/h (62 mph) en 4 segundos, superando así el rendimiento del modelo introducido en 1968.
En el exterior predomina el llamativo color amarillo, aunque el vehículo cuenta con algunas partes en negro, como la parte central del capó, el alerón o la pegatina «Super Bee» que se extiende bajo el alerón. Estéticamente no es más que un Charger SRT8, pero con algunos cambios, como la parte central de la parrilla pintada en color de carrocería o las nuevas llantas de cinco radios. Está lleno de pequeños detalles, como la abeja que aparece junto al logo «SRT» de la parrilla, la placa «392 Hemi» situada tras el paso de rueda delantero y que nos indica el motor que equipa el vehículo o la pegatina que hay a ambos lados del lateral con el símbolos «Super Bee». El color de carrocería no estaba disponible solamente en amarillo, ya que también se podía elegir el negro como color principal.
El interior no muestra grandes diferencias respecto al del Charger SRT8 estándar, pero sí hay pequeños detalles que marcan la diferencia, como en el lado derecho del salpicadero, donde se encuentra una pequeña placa en la que pone «Charger Super Bee». Además, los asientos tapizados en cuero negro, cuentan con unas bandas de color plateado y amarillo que culminan en la abeja, la cual está situada en la parte media del respaldo.
El motor rinde 50 HP (51 CV; 37 kW) más que el SRT8 estándar, con el que puede alcanzar una velocidad máxima de 280 km/h (174 mph). Es fabricado en la planta de Brampton (Ontario), Canadá.

### Charger Juiced Concept
En el SEMA Show de 2012 se presentó el Charger Juiced Concept, que tiene la peculiaridad de alojar bajo el capó el motor del Dodge Viper 2013. El V10 de 8382 cm³ (8,4 L; 511,5 plg³) de 650 HP (659 CV; 485 kW) y 800 N·m (590 lb·pie) de par máximo, lo convierte en una auténtica bestia, pero Mopar también ha instalado otras mejoras, como la rebaja de la suspensión, un nuevo escape y una admisión deportiva.
Estéticamente es todo lo que se puede esperar de un prototipo: la pintura naranja metalizada de la carrocería contrasta con la mate del mismo color, elegida para capó y techo y está bien acompañada por unas llantas negras de 20 pulgadas (50,8 cm).
Toda esa inyección de potencia es complementada por las líneas agresivas, además de elementos como el alerón, el capó con entradas de aire y el techo con acabado mate.
Los tonos del exterior llegan al interior, donde destacan asientos en cuero negro. Se aprecian detalles de costuras en tono cobrizo en el volante, la perilla de la palanca de cambios, el reposabrazos y en el respaldo. El bisel en aluminio del panel de instrumentos también es de color negro mate, pero trae toques sutiles del color exterior.

### Charger Daytona

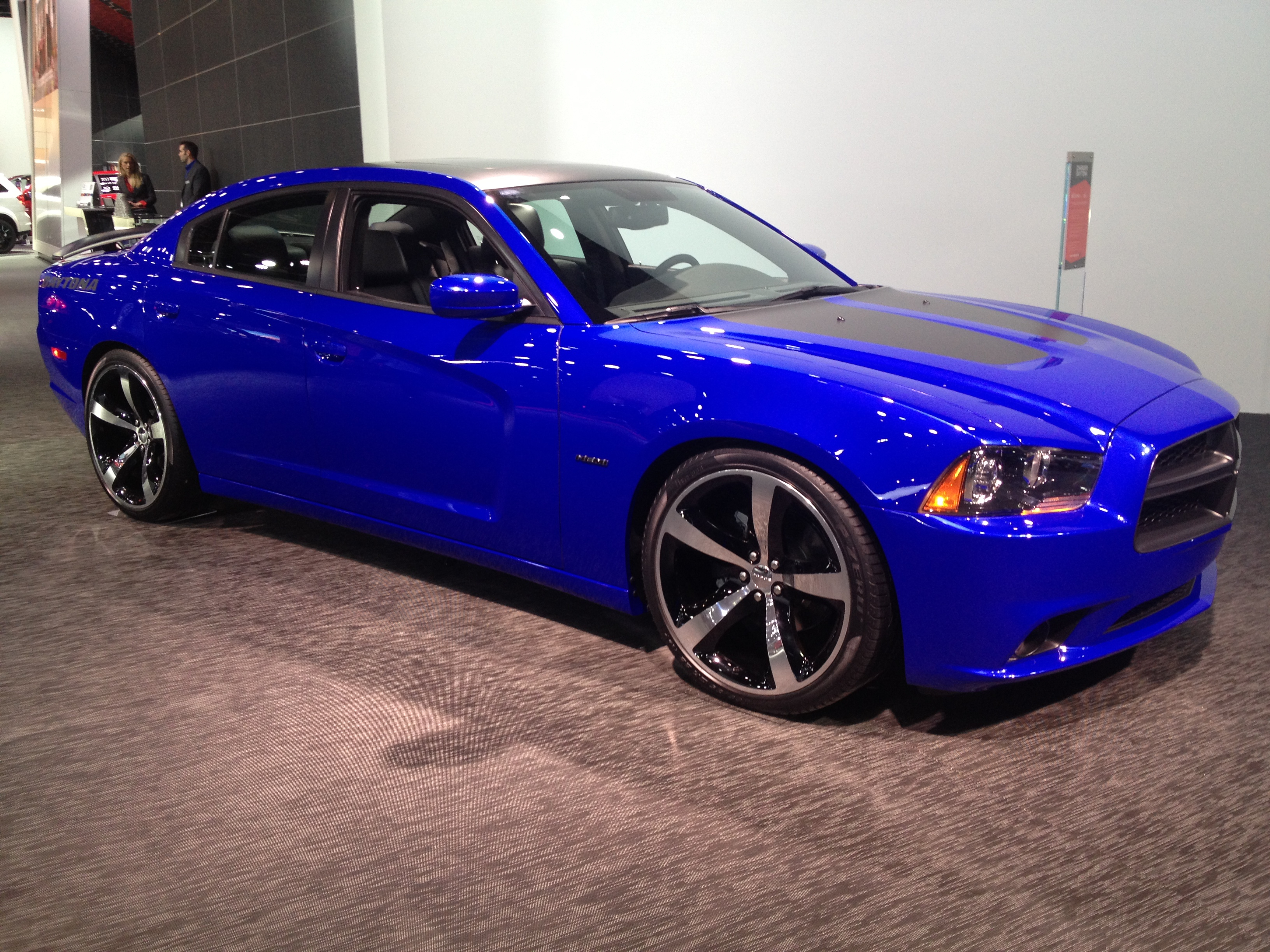
Charger Daytona en el Salón del Automóvil de Detroit de 2013.

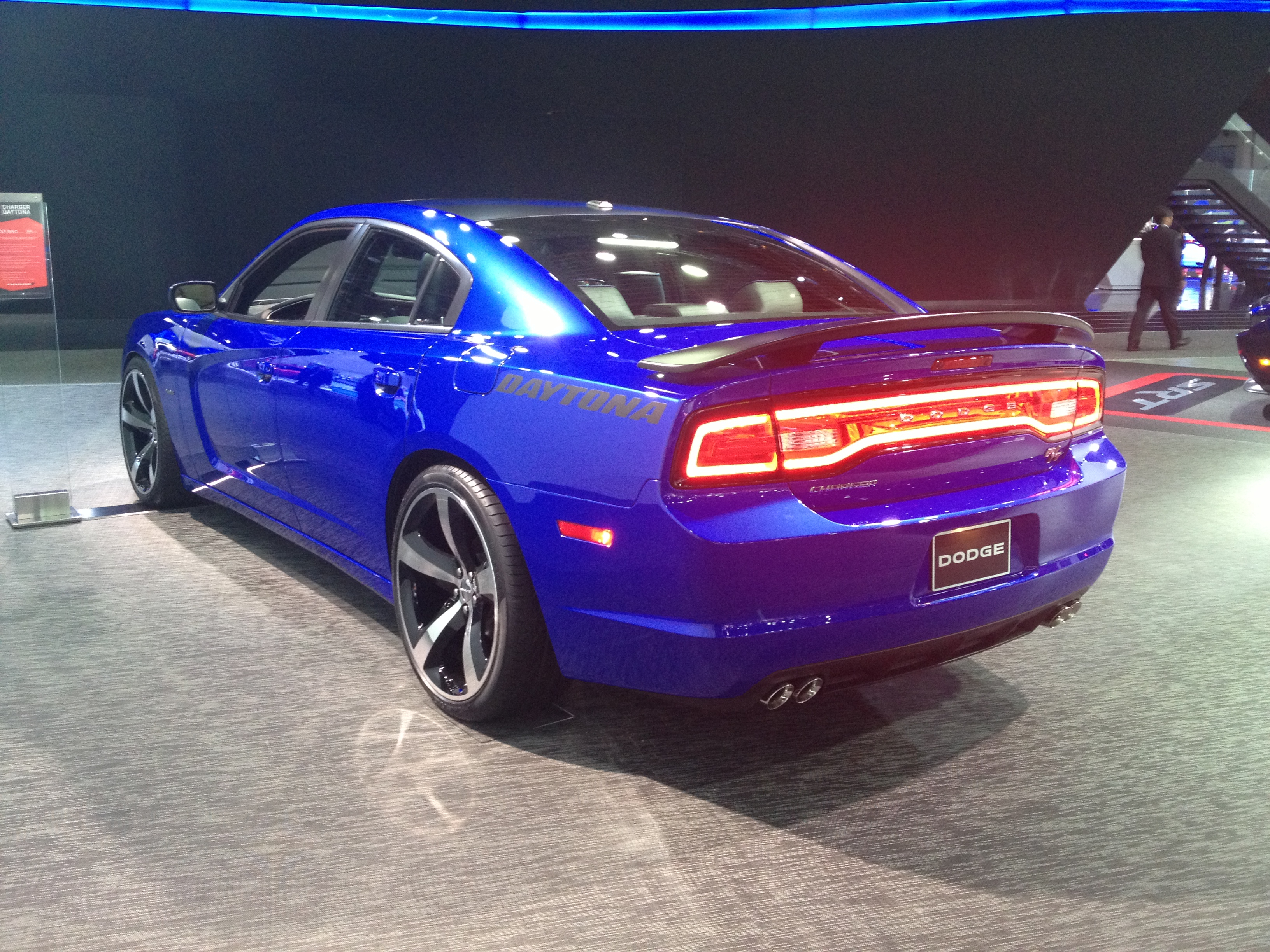
Vista trasera.

Se presentó en el Salón del Automóvil de Los Ángeles de 2012 el Charger Daytona 2013, una edición limitada con un V8 Hemi de 5654 cm³ (5,7 L; 345 plg³) y 375 HP (380 CV; 280 kW), de la que en un principio solamente se fabricarían 2500 unidades.
La carrocería se puede elegir en cuatro colores exclusivos: Daytona Azul, Blanco Brillante, Plata Billet y Pitch Negro, cada uno de los que se podrá combinar con las características franjas negras satinadas que recorren el capó, el techo y la tapa del maletero. Para añadir más agresividad, luce unas llantas de aleación de aluminio pulido de 20 pulgadas (50,8 cm), un alerón trasero específico, un difusor de aire y cuatro salidas de escape.
El interior denota deportividad y exclusividad por cada uno de sus elementos. Llaman la atención las costuras en color azul Daytona presentes en el salpicadero, paneles de las puertas y asientos, además de las inserciones en aluminio pulido o el paquete de pedales deportivos en acabado brillante, elaborado por el especialista Mopar. El equipo de sonido lo firma la empresa Beats, con un sistema de 552 vatios (0,8 CV) de potencia y diez altavoces. También está presente una placa metálica sobre el salpicadero con el número de serie concreto de cada una de estas ediciones especiales.
El V8 Hemi atmosférico entrega 395 lb·pie (536 N·m) de par motor, que se transfieren a las ruedas traseras a través de un cambio automático de cinco marchas. Para seguir comprometido con el medio ambiente, cuenta con un modo ecológico o eficiente, en el que se desactivan cuatro de los ocho cilindros según las circunstancias de conducción o a petición del propio conductor. El diferencial trasero, la electrónica del motor, la dirección y las suspensiones han sido puestas a punto para dotarle de una mayor deportividad.
En el interior contará, en función del nivel de acabado R/T y R/T Road & Track, con asientos deportivos calefactables y ventilados acabados en cuero con las costuras en azul, numerosos bordados "Daytona", terminaciones en aluminio cepillado, navegador con pantalla táctil de 8,4 pulgadas (21,3 cm) y pedales deportivos firmados por Mopar.

### Charger AWD Sport
El Grupo Chrysler anunció que la versión de tracción en las cuatro ruedas Charger AWD Sport 2013 estaría a la venta en Norteamérica en el primer trimestre de ese año, la cual estaba en el R/T Plus.
Estaba disponible con un V6 Pentastar de 3604 cm³ (3,6 L; 219,9 plg³), que desarrollaba 300 HP (304 CV; 224 kW) de potencia, o bien, el V8 Hemi de 5654 cm³ (5,7 L; 345 plg³) con 370 HP (375 CV; 276 kW) de potencia, mismo que serían producidos entre diciembre de 2012 y febrero de 2013 en la planta que Chrysler tiene en la localidad canadiense de Brampton (Ontario). Los modelos con el motor en V6 cuentan con un nuevo sistema de inducción de aire frío y un tubo de escape ajustado para las características más deportivas.
En ambos casos, el Charger AWD Sport 2013 es el primer Charger AWD que cuenta con levas de cambio en el volante con un "modo deportivo", que permite un cambio de marchas más rápido y mantiene las revoluciones del motor elevadas para aumentar el rendimiento.
Exteriormente, está adornado con toques oscuros que aumentan su imagen "amenazadora".

### Charger Edición 100 Aniversario

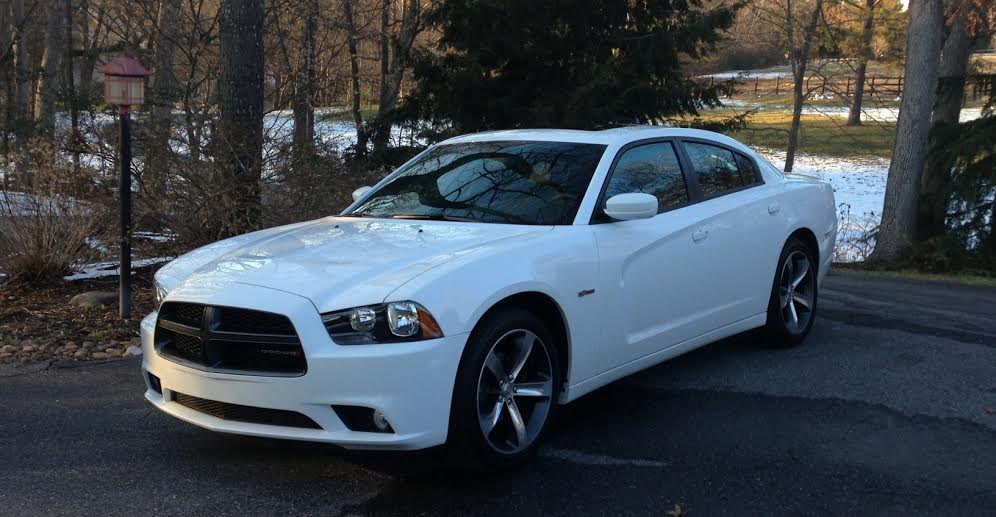
SXT Plus Edición 100 Aniversario de 2014.

Los hermanos Dodge comenzaron a producir automóviles en 1914, por lo que en 2014 la marca cumplió 100 años y para celebrarlo, Dodge lanzó la edición centenario “100th Anniversary” de los modelos Charger y Challenger en 2014. Ambos modelos tenían un estilo exterior e interior únicos, además de lucir distintivos conmemorativos y un control de apertura/cierre tipo llavero especial. Este paquete podía aplicarse a las versiones SXT Plus o R/T Plus en el primer trimestre de ese año. La versión SXT Plus tenía un V6 Pentastar de 3604 cm³ (3,6 L; 219,9 plg³) con una potencia de 300 HP (304 CV; 224 kW), mientras que la versión R/T Plus presenta un V8 Hemi de 5654 cm³ (5,7 L; 345 plg³) que entrega una potencia de 370 HP (375 CV; 276 kW).
Los modelos de la edición aniversario, estaban disponibles en un exclusivo acabado rojo perlado “alto octanaje”. Otros colores disponibles eran: negro azabache, blanco brillante, plata, granito, marfil, negro fantasmal de tres capas y anaranjado. Entre las características exteriores se incluían distintivos delanteros con la leyenda "Dodge Est. 1914" y tapas centrales de las llantas con el logotipo "100". Estaban equipados con ruedas de 20 pulgadas (50,8 cm), un paquete especial para el propietario y un libro conmemorativo.
En el interior, los asientos estaban tapizados en cuero Napa de color rojo lava o negro fundición. También contaba con un exclusivo volante de base plana, palanca de cambio de fundición, rebordes de color bronce en el salpicadero forrado en cuero y detalles en color grafito. En los respaldos se incluían insignias con el año de fundación de la marca y los tapetes presentan logotipos bordados con un estilizado número "100". Además, contaba con sistema de información y entretenimiento Uconnect con pantalla táctil de 8,4 pulgadas (21,3 cm) y un sistema de audio Beats con 10 altavoces de 552 vatios (0,8 CV).
Estaría disponible en cantidades limitadas a principios de 2014.

### Rediseño de 2015

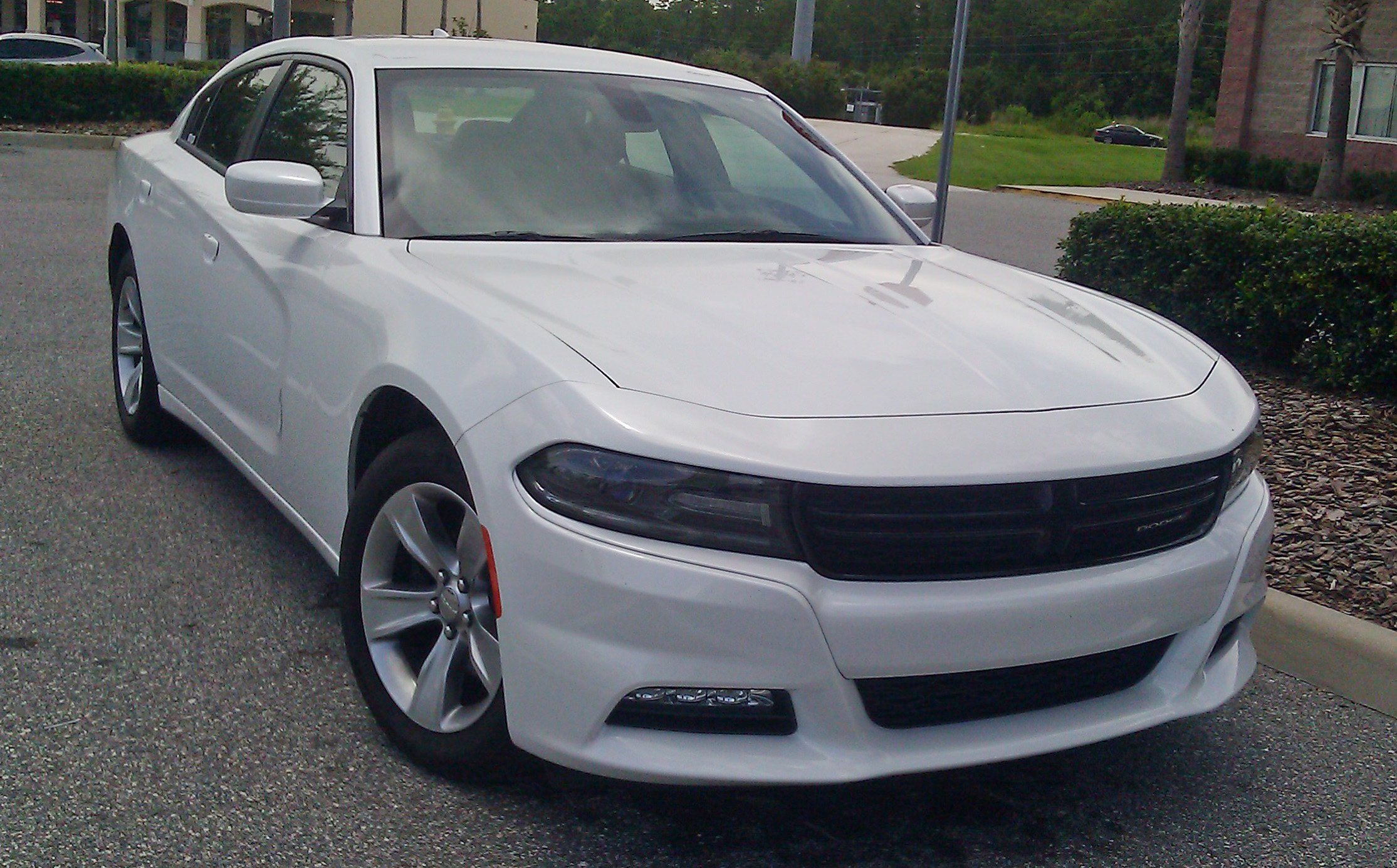
Charger 2015 en Kissimmee, Florida.

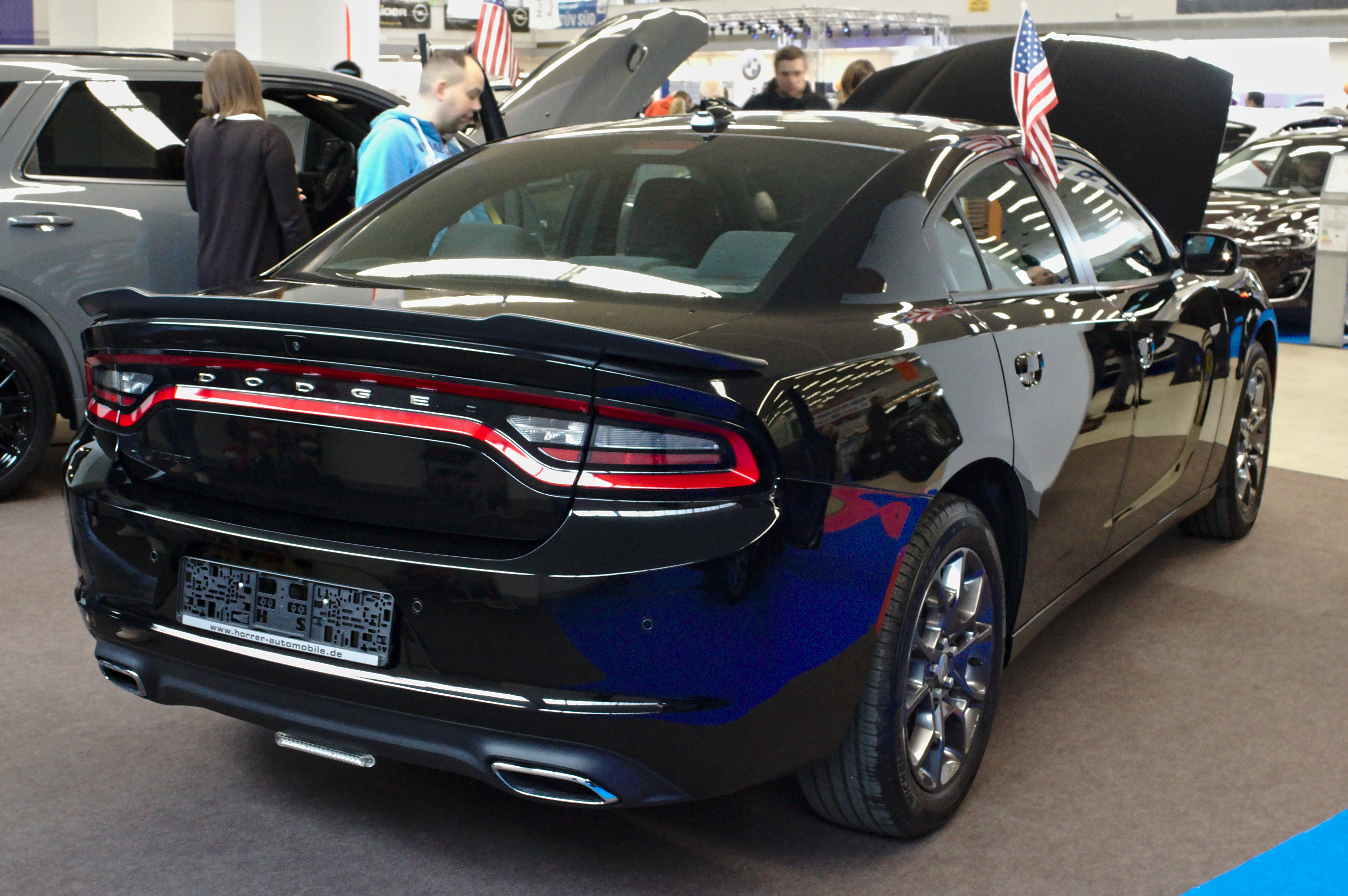
Vista trasera en Sindelfingen en 2020.

Se llevó a cabo la presentación de los nuevos Challenger y Charger en el Salón del Automóvil de Nueva York de 2014, donde el más grande de los sedanes de Dodge recibió una profunda cirugía plástica y sutiles mejoras en el apartado mecánico.
El rediseño del Charger 2015, recibe un nuevo grupo de faros con iluminación led en media luna, así como una parrilla vestida de negro, un renovado juego de llantas y calaveras de líneas suavizadas que lo acercan todavía más al sedán Dodge Dart. La actualización estética obedece a la filosofía muscle car, donde los diseñadores emplearon la icónica segunda generación del Charger de los años 1960.
El habitáculo recibe cambios mínimos que van enfocados a mejorar el tacto de los materiales y la ergonomía de los botones, de forma que el modelo 2015 reconfigura los botones debajo de la pantalla táctil, adopta el grupo con pantalla TFT de 7 pulgadas (17,8 cm) y estrena volante y palanca de velocidades. Elementos tecnológicos tanto de entretenimiento como de seguridad se hacen presentes a través del sistema Uconnect y de las diferentes asistencias del conductor.
Se sustituye la anterior transmisión automática de cinco velocidades por una nueva de ocho, tanto para las versiones con el V6 Pentastar de 292 HP (296 CV; 218 kW), como para las del V8 Hemi de 5654 cm³ (5,7 L; 345 plg³) con 370 HP (375 CV; 276 kW) y 395 lb·pie (536 N·m) de par máximo.
Su producción inició durante el último cuatrimestre de 2014 y se esperaba que llegara al mercado a inicios de 2015.

### Charger R/T Scat Pack

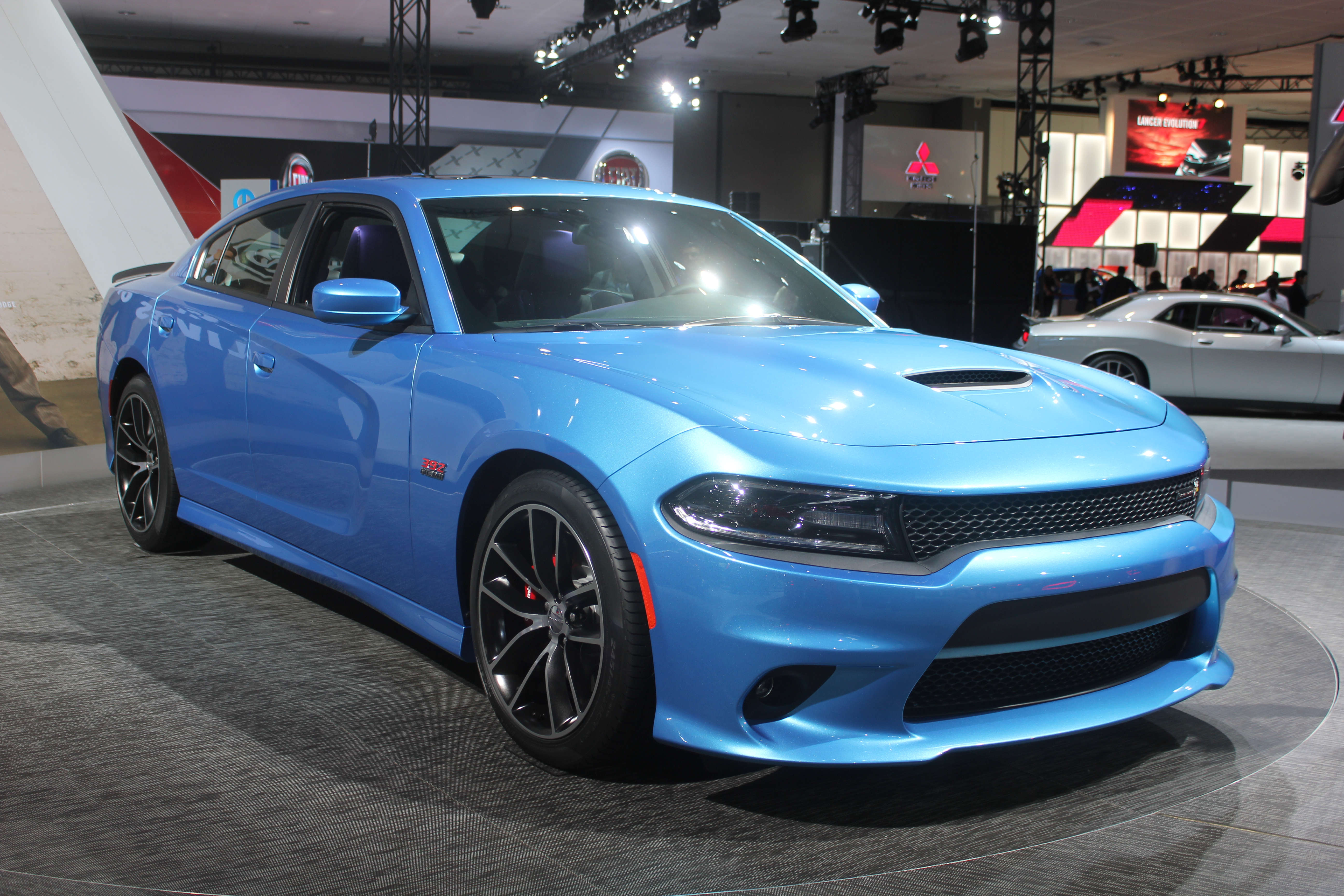
SRT 392 de 2015 con Scat Pack.

En esta variante se ofrece el V8 Hemi de 392 plg³ (6,4 litros) en un modelo de precio accesible, para todos aquellos que no pueden acceder a los modelos Hellcat de un precio mucho más alto, ya que en comparación, el Hellcat alcanza un precio de US$65 945 (equivalente a $83 721 en 2023), mientras que el Charger SRT 392 tenía precio de US$48 380 (equivalente a $61 421 en 2023). En este caso, genera 485 HP (492 CV; 362 kW) y 475 lb·pie (644 N·m) de par máximo, con lo que acelera de 0 a 60 mph (97 km/h) en 4,3 segundos y alcanza velocidad máxima de 175 mph (282 km/h).
En 2015, la división Mopar ofreció un paquete de edición limitada a 50 unidades para el Charger R/T, el cual era apto para su uso en las calles e incluía una barra de torsión delantera con cubiertas y un paquete de pedales con acabado brillante. Añadía 18 HP (13,4 kW) y 18 lb·pie (24 N·m) de par máximo, un sistema de tubo escape de flujo directo, toma de aire frío, un módulo de control de gasolina premium y un filtro de aceite de alto flujo. Todo esto estaba incluido de fábrica con el Charger R/T Scat Pack de 2016.
En el interior, cuenta con emblemas especiales en los repozacabezas de los asientos y toda la tecnología de seguridad, comunicación, entretenimiento y conectividad del sistema Uconnect.
Durante una breve prueba de manejo, se ha utilizado el sistema de Launch Control, que permite ajustar el régimen de las revoluciones para poder lanzar toda la potencia y así alcanzar una brutal aceleración.
Esencialmente toma el lugar del anterior SRT8 Super Bee en la gama Charger. Los acabados en cuero son opcionales, la suspensión usa unos amortiguadores Bilstein de relación fija, los frenos son ligeramente más pequeños y el paquete de llantas y neumáticos también es más estrecho. Comparte la apariencia exterior con el Hellcat, con una parrilla estrecha, una toma de aire sobre el capó, faros delanteros entintados y unas llantas forjadas de 20 pulgadas (50,8 cm).

### Charger SRT Hellcat

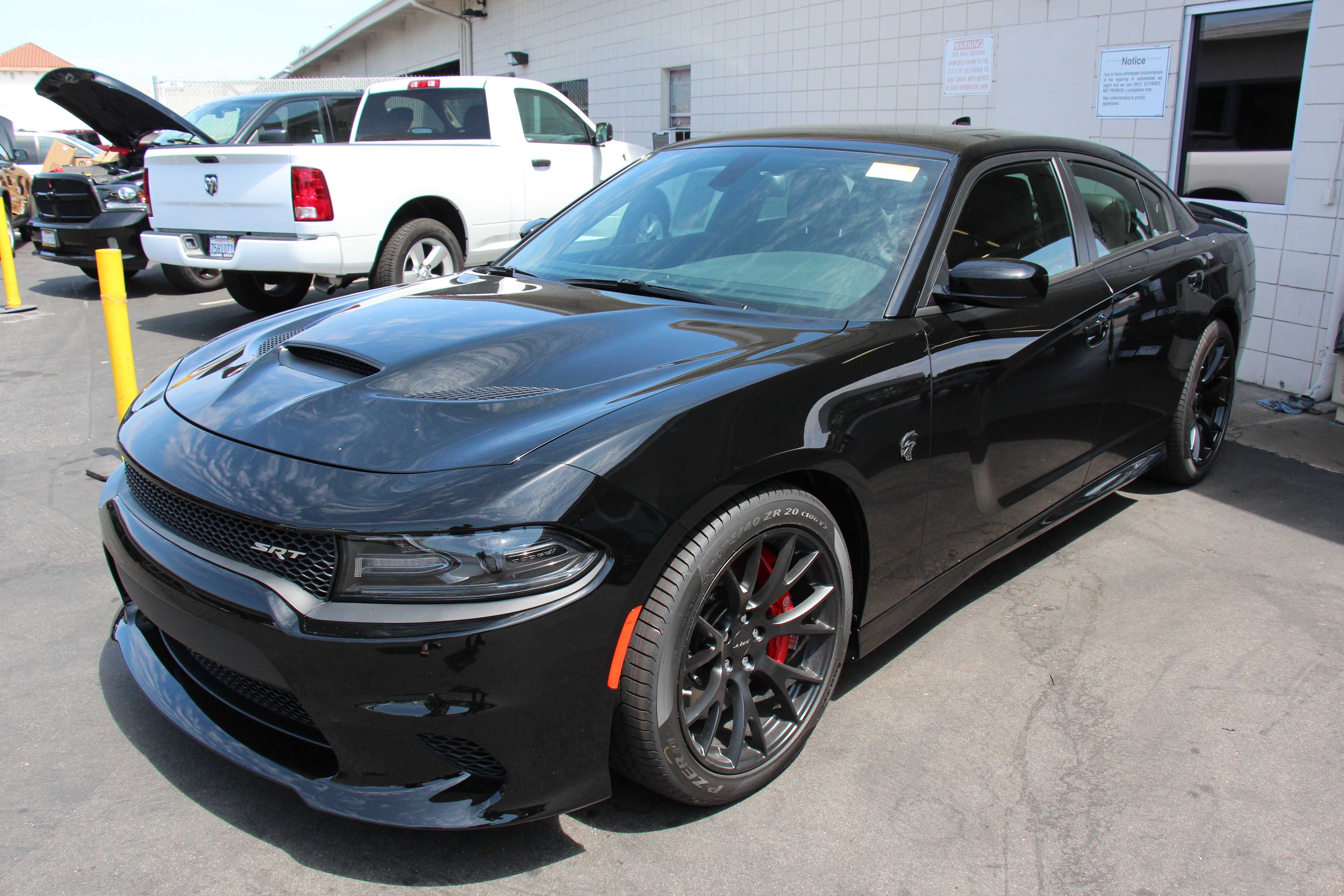
SRT Hellcat de 2015.

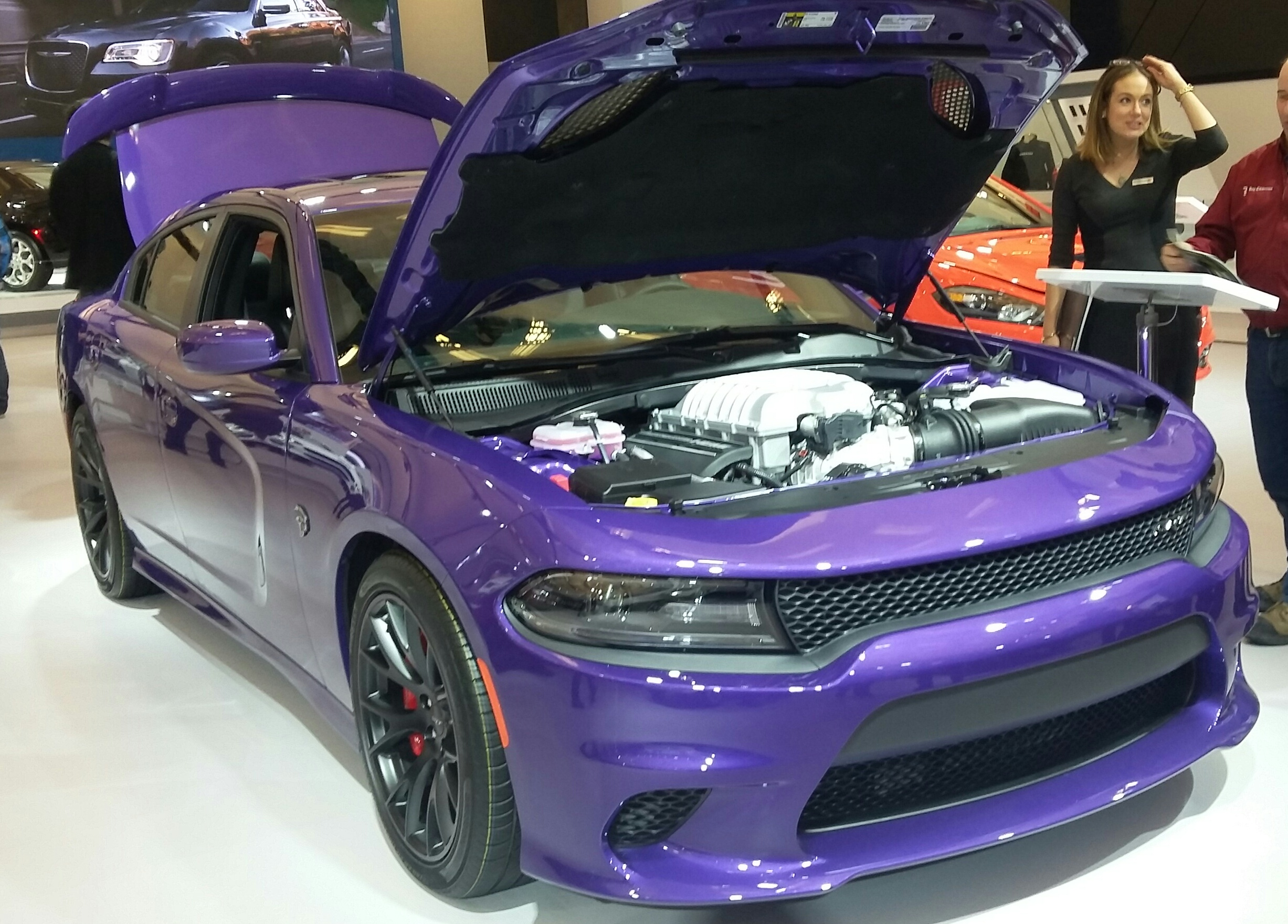
SRT-8 Hellcat en el Salón del Automóvil de Montreal de 2016.

En 2015, se realizó una extensa revisión al coche, con una carrocería totalmente nueva, más redondeada y moderna, que adoptaba una personalidad propia y no dependía tanto de evocar el pasado del modelo, pero la principal novedad vivía debajo del capó: el V8 Hellcat con sobrealimentador de 707 HP (717 CV; 527 kW) y un par máximo de 650 lb·pie (881 N·m), convirtiéndolo en el sedán de producción más potente del mundo y en uno de los más rápidos y veloces. La firma presumió su capacidad de superar la barrera de las 200 mph (322 km/h); hasta hoy en día, pocos sedanes hay en el mundo que puedan ser capaces de alcanzar esas cifras.

#### Charger SRT Hellcat Scat Pack Widebody
Lanzado al mercado en 2020, añade más agresión visual al Hellcat, gracias a guardabarros severamente ensanchados, pero después de verse en fase de pruebas, algunos prototipos parecían indicar una versión Hellcat Redeye con 797 HP (808 CV; 594 kW), que lo volverían prácticamente intocable ante a los súper sedanes alemanes.
La principal novedad es la carrocería Widebody, con enormes guardabarros ensanchados que añaden 3,5 pulgadas (8,9 cm) a la anchura total del coche. Además de que la apariencia se vuelve mucho más amenazadora, los arcos de rueda más amplios, inspirados en los del Challenger que adoptó desde el año pasado, cumplen con su función al alojar neumáticos Pirelli medidas 305/35 ZR20 pulgadas (50,8 cm), que hacen un mucho mejor trabajo de transferir al piso los 707 HP (717 CV; 527 kW) y un par máximo de 650 lb·pie (881 N·m) del V8 sobrealimentado de 6166 cm³ (6,2 L; 376,3 plg³), acoplado a una transmisión automática TorqueFlite de ocho relaciones.
Puede acelerar de 0 a 100 km/h (62 mph) en 3,6 segundos, el 1/4 de milla (402 m) lo recorre en 10,96 segundos, mientras que para el skidpad entrega una aceleración lateral de 0,96 g. Esto es resultado de una suspensión mejorada desarrollada en conjunto con Bilstein, que provee los amortiguadores adaptativos con muelles más rígidos, barras estabilizadoras más grandes, nueva dirección electrónica ajustable y nuevas calibraciones en el control de tracción, que hace lo posible por mantener la brutal potencia en control. El resultado, según los ingenieros de SRT, es un tiempo 2,1 segundos más rápido que el Hellcat "normal" en el circuito de pruebas de Dodge. A esto también ayudan los nuevos frenos de discos Brembo con dos piezas de 15,4 pulgadas (39,1 cm), con pinzas (cálipers) de 6 pistones delante y de 4 detrás, que le permiten detenerse desde los 100 km/h (62 mph) en 32,6 m (107 pies).
Por primera vez, esta nueva carrocería podrá aplicarse opcionalmente al Charger Scat Pack, pero con 485 HP (492 CV; 362 kW) de un V8 Hemi atmosférico de 392 plg³ (6,4 litros). Sin embargo, se mantienen las mismas llantas, los mismos frenos, el Launch Control y Launch Assist, el Line Lock y también una suspensión mejorada respecto a su antecesor, muy similar a la del Hellcat normal, pero con calibraciones propias para el Scat Pack, cuyos números también mejoran: el 0 a 100 km/h (62 mph) lo logra en 4,3 segundos, el 1/4 de milla (402 m) en 12,4 segundos y en el skidpad alcanza 0,94 g. Varias opciones de llantas y paquetes estéticos también están disponibles, tanto para el Hellcat como para el Scat Pack, e incluso para el Charger R/T, como por ejemplo el Daytona.

#### Charger SRT Hellcat Redeye
El nuevo Redeye 2021 incorpora en el exterior un paquete de carrocería que ensancha sus dimensiones en 3,5 pulgadas (8,9 cm), distancia que se aprovecha para mejorar el ancho de piso de las ruedas para ganar estabilidad a altas velocidades.
Las capacidades del V8 Hemi de 6166 cm³ (6,2 L; 376,3 plg³) sobrealimentado han sido mejoradas para alcanzar los 797 HP (808 CV; 594 kW) y las 707 lb·pie (959 N·m) de par máximo, acoplado a una transmisión automática TorqueFlite de cambios cortos de ocho velocidades.
Tiene nuevos neumáticos Pirelli 305/35 ZR20 pulgadas (50,8 cm) de competencia, con los que puede acelerar de 0 a 100 km/h (62 mph) en poco más de 3 segundos, completar el recorrido del 1/4 de milla (402 m) en 10,6 segundos a 207 km/h (129 mph) y alcanzar una velocidad máxima de 334 km/h (208 mph). Además, es capaz de completar el recorrido en un circuito de 3,2 km (2 millas) en 1,2 segundos menos que el Charger SRT Hellcat "normal".
Se abrieron las órdenes en el otoño de 2020, cuyas entregas estarían programadas para comenzar durante los primeros meses de 2021.

### Charger SXT Blacktop
En 2016 apareció la versión SXT Blacktop, que era más un sedán familiar que un deportivo de fin de semana, pero esto no quiere decir que el SXT sea malo, sino que más bien buscaba complacer a un consumidor distinto del de un Scat Pack o Hellcat.
Contaba con un V6 de 3604 cm³ (3,6 L; 219,9 plg³) que desarrolla 300 HP (304 CV; 224 kW) y 264 lb·pie (358 N·m) de par máximo. Con un peso en vacío de casi 4100 lb (1860 kg) puede obstaculizar la aceleración rápida. Al ser bastante pesado, logra acelerar de 0 a 60 mph (97 km/h) en 6,4 segundos y completar el 1/4 de milla (402 m) en 14,8 segundos a 94,9 mph (153 km/h).
A pesar de la falta de potencia sólida, se destacó en los frenos que fueron sólidos y confiables al detenerse de manera brusca o gradual. El manejo fue de primera categoría, con un excelente agarre en curvas cerradas y rápidas, además de una dirección rígida.
Lo que distingue al Charger SXT Blacktop del SXT estándar, es un paquete de apariencia que cuenta con un impactante color de pintura exterior B5 Blue Pearl (azul), un interior en color negro sólido, ruedas de aluminio de 20 pulgadas (50,8 cm) pintadas en color negro brillante, un alerón de alto rendimiento en color negro satinado, detalles en el interior en color oscuro cepillado, un volante de alto rendimiento forrado de cuero y tapetes de piso Premium con bordes negros. Nada cambia bajo el capó, pero sería ideal un ligero aumento de potencia para este modelo.

### Motorizaciones
| Variantes                | Tipo de motor | Código de motor | Aspiración      | Distribución               | Cilindrada                   | Diámetro x carrera                | Relación de compresión | Potencia máxima                    | Par máximo                      |
| ------------------------ | ------------- | --------------- | --------------- | -------------------------- | ---------------------------- | --------------------------------- | ---------------------- | ---------------------------------- | ------------------------------- |
| SE                       | V6            | Pentastar       | Natural         | DOHC 4 válvulas x cilindro | 3604 cm³ (3,6 L; 219,9 plg³) | 96 x 83 mm (3,78 x 3,27 plg)      | 10,2:1                 | 292 HP (296 CV; 218 kW) @ 6350 rpm | 260 lb·pie (353 N·m) @ 4800 rpm |
| SXT con Blacktop Package | V6            | Pentastar       | Natural         | DOHC 4 válvulas x cilindro | 3604 cm³ (3,6 L; 219,9 plg³) | 96 x 83 mm (3,78 x 3,27 plg)      | 10,2:1                 | 300 HP (304 CV; 224 kW) @ 6350 rpm | 264 lb·pie (358 N·m) @ 4800 rpm |
| R/T                      | V8 Hemi       | Eagle           | Natural         | OHV 2 válvulas x cilindro  | 5654 cm³ (5,7 L; 345 plg³)   | 99,5 x 90,9 mm (3,92 x 3,58 plg)  | 10,5:1                 | 370 HP (375 CV; 276 kW) @ 5250 rpm | 395 lb·pie (536 N·m) @ 4200 rpm |
| SRT8 y Super Bee         | V8 Hemi       | Apache          | Natural         | OHV 2 válvulas x cilindro  | 6417 cm³ (6,4 L; 391,6 plg³) | 103,9 x 94,5 mm (4,09 x 3,72 plg) | 10,9:1                 | 470 HP (477 CV; 350 kW) @ 6000 rpm | 470 lb·pie (637 N·m) @ 4300 rpm |
| SRT 392, R/T Scat Pack   | V8 Hemi       | Apache          | Natural         | OHV 2 válvulas x cilindro  | 6417 cm³ (6,4 L; 391,6 plg³) | 103,9 x 94,5 mm (4,09 x 3,72 plg) | 10,9:1                 | 485 HP (492 CV; 362 kW) @ 6000 rpm | 475 lb·pie (644 N·m) @ 4200 rpm |
| SRT Hellcat              | V8 Hemi       | Hellcat         | Sobrealimentado | OHV 2 válvulas x cilindro  | 6166 cm³ (6,2 L; 376,3 plg³) | 103,9 x 90,9 mm (4,09 x 3,58 plg) | 9,5:1                  | 707 HP (717 CV; 527 kW) @ 6000 rpm | 650 lb·pie (881 N·m) @ 4000 rpm |
| SRT Hellcat Widebody     | V8 Hemi       | Hellcat         | Sobrealimentado | OHV 2 válvulas x cilindro  | 6166 cm³ (6,2 L; 376,3 plg³) | 103,9 x 90,9 mm (4,09 x 3,58 plg) | 9,5:1                  | 717 HP (727 CV; 535 kW) @ 6100 rpm | 650 lb·pie (881 N·m) @ 4800 rpm |
| SRT Hellcat Redeye       | V8 Hemi       | Hellcat         | Sobrealimentado | OHV 2 válvulas x cilindro  | 6166 cm³ (6,2 L; 376,3 plg³) | 103,9 x 90,9 mm (4,09 x 3,58 plg) | 9,5:1                  | 797 HP (808 CV; 594 kW) @ 6300 rpm | 707 lb·pie (959 N·m) @ 4500 rpm |

### Relaciones de las transmisiones
| Código   | 1.ª   | 2.ª   | 3.ª   | 4.ª   | 5.ª   | 6.ª | 7.ª   | 8.ª   | Reversa | Final |
| -------- | ----- | ----- | ----- | ----- | ----- | --- | ----- | ----- | ------- | ----- |
| ZF 8HP45 | 4,714 | 3,143 | 2,106 | 1,667 | 1,285 | 1   | 0,839 | 0,667 | 3,295   | 2,65  |
| ZF 8HP70 | 4,696 | 3,13  | 2,104 | 1,667 | 1,285 | 1   | 0,839 | 0,667 | 3,53    | 3,09  |
| ZF 8HP90 | 4,714 | 3,143 | 2,106 | 1,667 | 1,285 | 1   | 0,839 | 0,667 | 3,317   | 2,62  |

## Producción
| Años  | Estados Unidos | Canadá | México | Europa | Total     |
| ----- | -------------- | ------ | ------ | ------ | --------- |
| 2005  | 44,804         | 2,919  | 428    |        | 48,151    |
| 2006  | 114,201        | 7,440  | 2,135  |        | 123,776   |
| 2007  | 119,289        | 7,858  | 990    |        | 128,137   |
| 2008  | 97,367         | 6,675  | 3,283  |        | 107,325   |
| 2009  | 60,651         | 4,861  | 480    |        | 65,992    |
| 2010  | 75,397         | 4,662  | 863    |        | 80,922    |
| 2011  | 70,089         | 4,137  | 820    |        | 75,046    |
| 2012  | 82,592         | 4,058  | 895    |        | 87,545    |
| 2013  | 98,336         | 4,588  | 586    |        | 103,510   |
| 2014  | 94,099         | 3,704  | 2,010  | 118    | 99,931    |
| 2015  | 94,725         | 4,518  | 800    | 125    | 100,168   |
| 2016  | 95,437         | 3,738  | 1,208  | 82     | 100,465   |
| 2017  | 88,351         | 4,862  | 635    | 109    | 93,957    |
| 2018  | 80,226         | 4,918  | 1,593  | 128    | 86,865    |
| 2019  | 96,935         | 3,425  | 1,922  |        | 102,282   |
| 2020  | 77,425         | 1,659  | 485    |        | 79,569    |
| Total | 1,389,924      | 74,022 | 19,133 | 562    | 1,483,641 |

Su producción terminó el 22 de diciembre de 2023. Su sucesor podría ser el concepto Daytona SRT Banshee como una futura versión eléctrica, el cual fue develado en noviembre de 2022.

## Versión policial

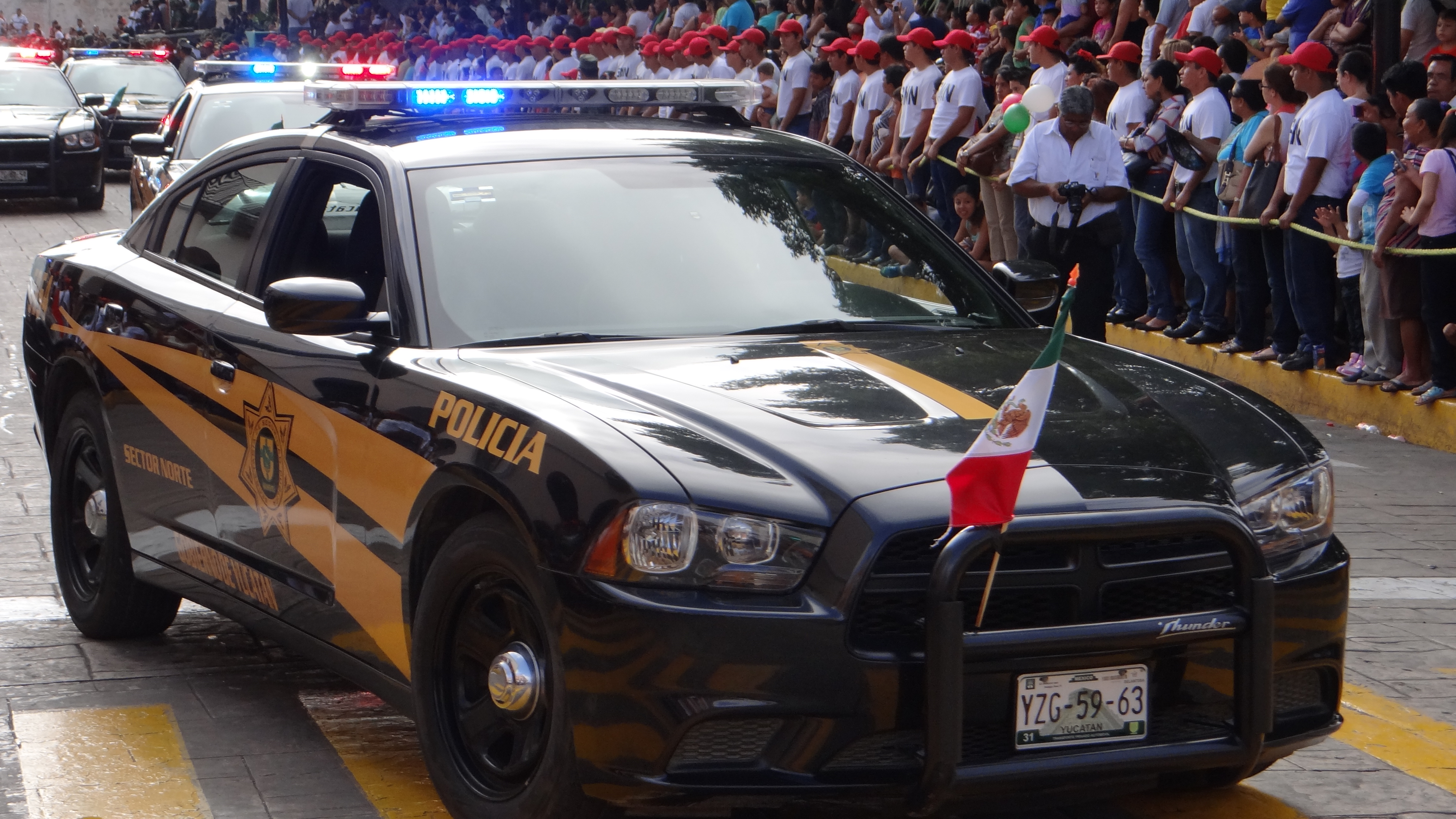
Patrulla de la Policía Estatal de Yucatán, México.

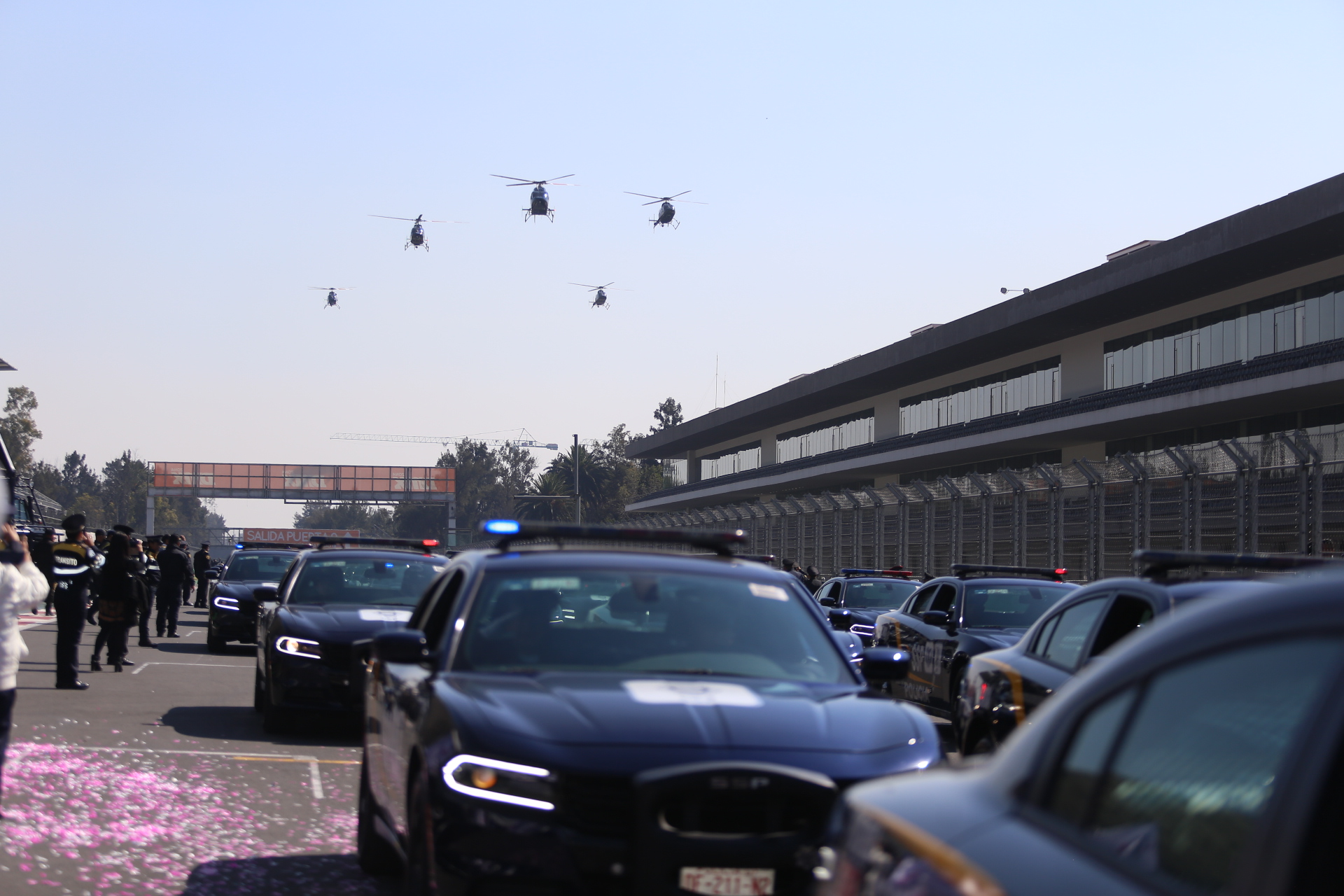
Durante la entrega de patrullas a la Policía de la Ciudad de México, en 2017.

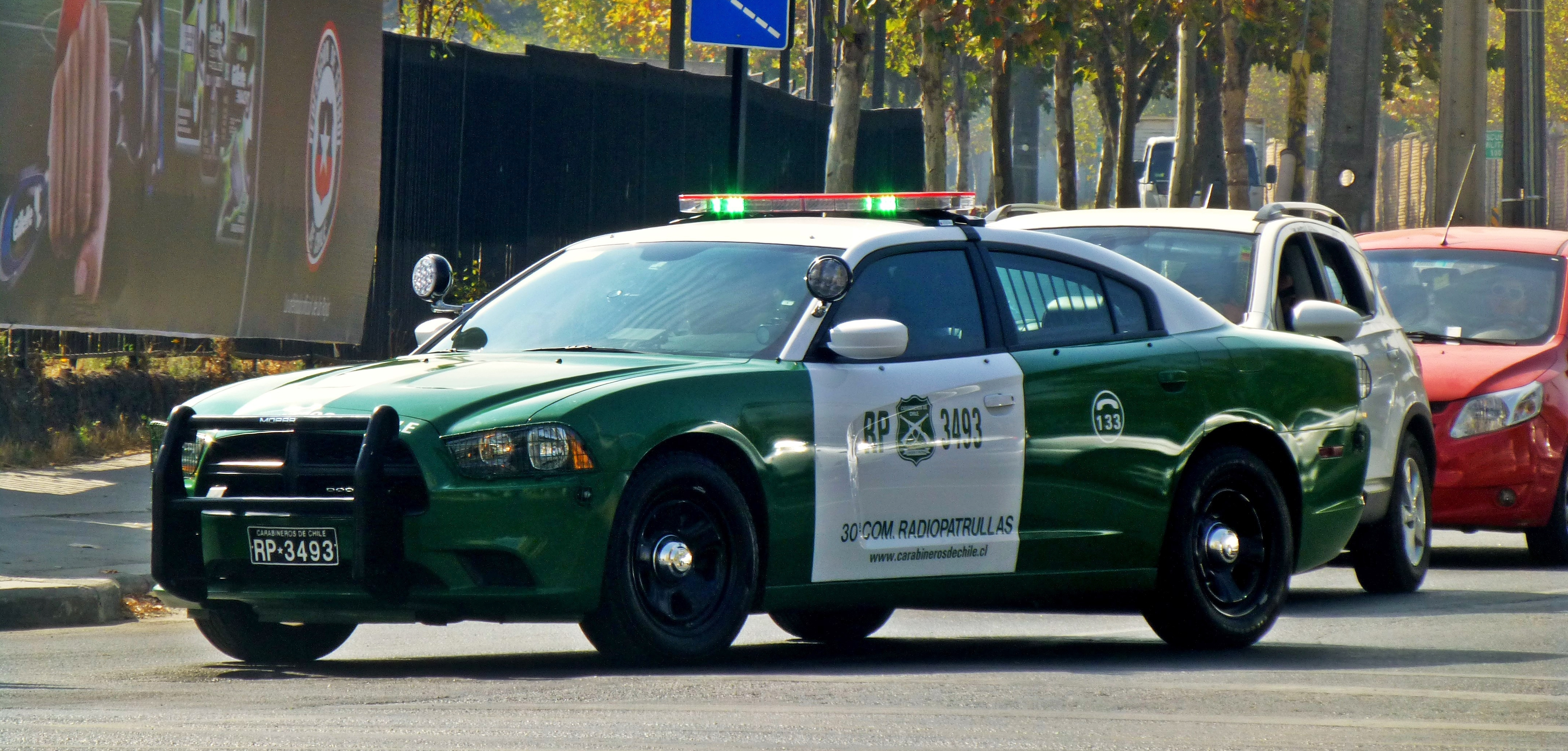
Patrulla de los Carabineros de Chile.

A principios de 2006, DaimlerChrysler AG publicó una nueva versión del modelo para la policía. Hizo su debut en el Salón del Automóvil de Nueva York de 2005. A diferencia de la versión civil, la versión policial tenía características mejoradas, frenos de servicio pesado, un sistema de refrigeración más grande y reforzado, programa electrónico de estabilidad (EPS), la actuación de la policía a punto de dirección y una palanca de cambios montada en la columna de dirección en lugar de en el consola central, en la que se le ha dotado con una placa de acero adecuada para el montaje de los equipos de radio, computadoras y los mandos de luces y sirenas. El sistema eléctrico del vehículo estaba diseñado específicamente para la integración de sirena y luz de control, entre otros accesorios, aunque también en ambas configuraciones existía como versión de flotillas, incluso emulando lo que pasaba con el Ford Crown Victoria, ya que se le ve también como Taxi.
El V8 Hemi con 340 HP (345 CV; 254 kW) era suficientemente potente como para poder acelerar de 0 a 60 mph (97 km/h) en 5,4 segundos y alcanzar una velocidad máxima de 150 mph (241 km/h). En comparación con el AMC Matador de 1972 con sus 401 plg³ (6,6 litros) en el V8, podría acelerar de 0 a 60 mph (97 km/h) en 7 segundos y le tomaba 43 segundos para alcanzar una velocidad máxima de 125 mph (201 km/h). En las pruebas de la Policía del Estado de Míchigan y de la Patrulla de Carreteras de California, las pruebas superaban fácilmente a todos los demás vehículos en la aceleración, las curvas y de frenado, con excepción del Dodge Magnum, que se detuvo un poco más rápido en algunas pruebas. No obstante, parece ser un precio algo más alto que el Ford Interceptor de la Policía.
Los Charger han estado en uso con varios organismos policiales como coches sin marcar y algunos otros como patrullas. También hay otros organismos encargados de hacer cumplir la ley fuera de los Estados Unidos, incluidos los servicios de policía en Canadá, México, Chile y el Oriente Medio, tales como Baréin, Kuwait y Líbano, específicamente. Ambos modelos V6 y V8 han estado adoptando las patrullas de autopista y carretera a favor del V8 de 5654 cm³ (5,7 L; 345 plg³) para una mayor aceleración y velocidad constante en persecuciones, mientras que las ciudades y suburbios pueden adquirir el paquete base con los V6 de 3518 cm³ (3,5 L; 214,7 plg³) para un consumo de combustible más eficiente, así como también para obtener suficiente potencia para el manejo de alta resistencia.

### Operadores policiales
- México: Guardia Nacional de México; policías estatales y policías municipales, incluyendo la Policía de la Ciudad de México.
- Chile: Son utilizados por los Carabineros de Chile y se encuentran presente en gran número en todo el país. En el puerto de Iquique desembarcaron 96 modelos nuevos con los que se moverán los efectivos policiales del país. Se trata de Dodge Charger, además de Dodge Durango, que pueden alcanzar velocidades superiores a los 250 km/h (155 mph).[70]
- Canadá: Diversos organismos de nivel estatal y federal.
- Estados Unidos: diversos cuerpos policiales

El Departamento de Policía de Nueva York y el Departamento de Policía del Condado de Nassau (Nueva York), han comprado algunos Charger para uso de los miembros de su Patrulla de Carreteras. La Policía del Estado de Nueva York también lo utilizaba en Long Island. El Departamento de Policía de Los Ángeles también empezó a desplegar varios modelos 2008 en el campo en una base de pruebas, con un ojo en la sustitución por envejecimiento de su flota de Ford Interceptor. La Patrulla del Estado de Iowa comenzó la compra del paquete Charger de Policía para sustituir a su casi obsoleta flota de Ford Crown Victoria. También se utiliza dentro de los servicios de la Policía Militar, incluida la Marina MP y NCIS. 
También lo utilizan diversos cuerpos Federales como el FBI , Policía Federal (México) entre otros
En 2009, los modelos de la policía venían con un V6 de 3518 cm³ (3,5 L; 214,7 plg³), acoplado a una transmisión automática de cinco velocidades. La parte trasera es ligeramente actualizada, pasando la placa que dice "CHARGER" de la derecha a la izquierda y sustituyendo a la izquierda con la insignia que dice "DODGE". También se utiliza en versión Daytona R/T con motorización V8 de 368 HP (274 kW) y un par máximo de 395 lb·pie (536 N·m).

## En competición

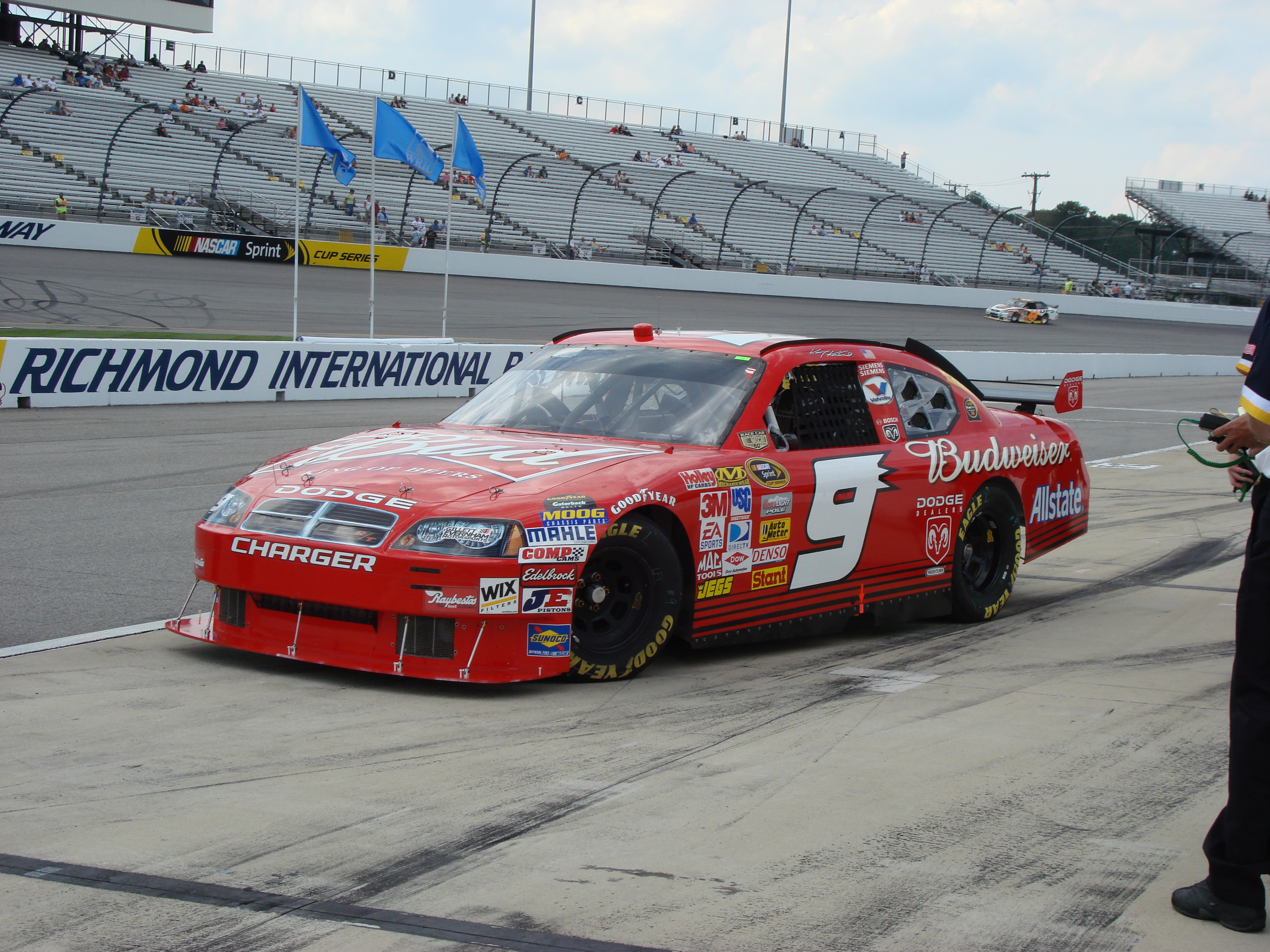
Kasey Kahne en la práctica para la Chevy Rock and Roll 400 en el Richmond International Raceway en 2008.

Los automóviles de carreras basados en el Charger hicieron campaña por varios equipos NASCAR Sprint Cup iniciando en 2005 hasta 2012. Aunque los coches stock de NASCAR apenas podían tener solamente una ligera remembranza a los coches de calle reales, los equipos de Dodge de 2005 y 2006 de NASCAR estaban basados en un Charger silhouette, reemplazando al anterior Dodge Intrepid. En lugar del Intrepid, el Charger comparte la configuración de tracción trasera y el V8 con sus contrapartes NASCAR.
Durante la temporada 2007 de NASCAR, el Charger fue usado en las carreras de los no coches del mañana, mientras que el Dodge Avenger fue usado en todas las carreras del coche del mañana, que fue usado exclusivamente en 2008. Sin embargo, el coche del mañana Avenger fue redesignado como un Charger R/T a través del uso de diferentes calcomanías, que han sido revisadas otra vez para 2011–2012, a fin de reflejar el morro actualizado y el estilo de la zaga de la producción del Charger, incluyendo el panel de las calaveras de ancho completo.
Aunque el coche fue exitoso en la competición Sprint Cup, menos equipos estuvieron corriendo coches Dodge desde 2007. Esto podría dirigir a Dodge y a Ram a abandonar los esfuerzos de la fábrica para carreras Sprint, NASCAR Nationwide Series y Camping World Truck-series, al final de la temporada 2012, en la que Penske Racing fue el único equipo de tiempo completo haciendo campaña de Dodge (con los Charger #2 y #22), en la Sprint Cup y su #2 Miller Lite Dodge, conducido por Brad Keselowski, que ganó el campeonato de la NASCAR Sprint Cup. A pesar de ganar la Sprint Cup y producir la nueva versión 2013 del NASCAR Charger, Penske Racing cambió a Ford para la temporada 2013, terminando con la segunda tenencia de Dodge en la NASCAR Sprint Cup Series.

## En la cultura popular
Varias patrullas de la Policía Federal de Brasil modelo 2011, incluyendo también algunos modelo 2006, han aparecido en escenas de persecución de la película de 2011 Fast Five.
También ha aparecido en varias sagas y franquicias de videojuegos de carreras, tales como: Need for Speed, Forza Motorsport y Horizon, Test Drive Unlimited, Burnout, Midnight Club, Grand Theft Auto, entre otros más.